# Nhà Lý
Nhà Lý (chữ Nôm: 茹李, chữ Hán: 李朝, Hán Việt: Lý triều), đôi khi gọi là nhà Hậu Lý (để phân biệt với triều đại Tiền Lý do Lý Bí thành lập) là một triều đại trong nền quân chủ Việt Nam. Triều đại này bắt đầu khi Lý Công Uẩn lên ngôi vào tháng 10 âm lịch năm 1009 sau khi giành được quyền lực từ tay nhà Tiền Lê. Triều đại này trải qua 9 vị hoàng đế và chấm dứt khi Lý Chiêu Hoàng, lúc đó mới có 7 tuổi, bị ép thoái vị để nhường ngôi cho chồng là Trần Cảnh vào năm 1225 – tổng cộng là 216 năm.
Trong thời đại này, lần đầu tiên nhà Lý đã giữ vững được chính quyền một cách lâu dài đến hơn 200 năm, khác với các vương triều cũ trước đó chỉ tồn tại hơn vài chục năm. Vào năm 1054, Lý Thánh Tông đã đổi quốc hiệu từ Đại Cồ Việt (大瞿越) thành Đại Việt (大越), mở ra kỷ nguyên Đại Việt rực rỡ nhất trong lịch sử Việt Nam.
Trong nước, mặc dù các vị Hoàng đế đều sùng bái Phật giáo nhưng ảnh hưởng của Nho giáo cũng rất cao với việc mở các trường đại học đầu tiên là Văn miếu (1070) và Quốc Tử giám (1076) và tổ chức các khoa thi để chọn người hiền tài không có nguồn gốc xuất thân là quý tộc ra giúp nước. Khoa thi đầu tiên được mở vào năm 1075, và Trạng nguyên đầu tiên là Lê Văn Thịnh. Về thể chế chính trị, đã có sự phân cấp quản lý rõ ràng hơn và sự cai trị đã dựa nhiều vào pháp luật hơn là sự chuyên quyền độc đoán của cá nhân. Sự kiện nhà Lý chọn thành Đại La làm kinh đô, đổi tên thành Thăng Long (昇龍) đã đánh dấu sự cai trị dựa vào sức mạnh kinh tế và lòng dân hơn là sức mạnh quân sự để phòng thủ như các triều đại trước. Những danh thần như Lê Văn Thịnh, Bùi Quốc Khái, Doãn Tử Tư, Đoàn Văn Khâm, Lý Đạo Thành, Tô Hiến Thành,... đã góp sức lớn về văn trị và chính trị, tạo nên một nền văn hiến rực rỡ của triều đại nhà Lý.
Quân đội nhà Lý được xây dựng có hệ thống đã trở nên hùng mạnh, ngoài chính sách Ngụ binh ư nông, các Hoàng đế nhà Lý chủ trương đẩy mạnh các lực lượng thủy binh, kỵ binh, bộ binh, tượng binh,... cùng số lượng lớn vũ khí giáo, mác, cung, nỏ, khiên và sự hỗ trợ công cụ công thành như máy bắn đá, những kỹ thuật tiên tiến nhất học hỏi từ quân sự Nhà Tống. Việc trang bị đầu tư và quy mô khiến quốc lực dồi dào, có đủ khả năng thảo phạt các bộ tộc man di ở biên giới, cũng như quốc gia kình địch phía Nam là Chiêm Thành hay cướp phá thường xuyên, bảo vệ thành công lãnh thổ và thậm chí mở rộng hơn vào năm 1069, khi Lý Thánh Tông chinh phạt Chiêm Thành và thu về đáng kể diện tích lãnh thổ. Quân đội nhà Lý còn vẻ vang hơn khi đánh bại quân đội của Vương quốc Đại Lý, Đế quốc Khmer và đặc biệt là sự kiện danh tướng Lý Thường Kiệt dẫn quân đội đánh phá vào lãnh thổ Nhà Tống vào năm 1075, dẫn đến Trận Như Nguyệt xảy ra trên đất Đại Việt và quân đội hùng mạnh của nhà Tống hoàn toàn thất bại.
Bên cạnh quân sự, nhà Lý còn nổi tiếng về nghệ thuật với kinh đô Thăng Long – một quần thể kiến trúc vĩ đại và hoa lệ. Những hiện vật về mái ngói, linh thú trang trí trên nóc mái và các loại gạch lót cho thấy trình độ mỹ nghệ cao của các nghệ nhân thời Lý. Con Rồng thời Lý được xem là hình tượng đỉnh cao của nghệ thuật tạo hình đương thời, bên cạnh các tượng Phật lớn còn lại cho thấy tư duy đồ sộ của người thời Lý là rất lớn. 3 trong 4 bảo vật của An Nam tứ đại khí là Tháp Báo Thiên, Chuông Quy Điền và Tượng phật Chùa Quỳnh Lâm được tạo ra trong thời đại nhà Lý. Cùng với sự sùng đạo Phật, những tinh hoa nhất của nghệ thuật thời Lý đa phần đều thể hiện qua các bức tượng Phật, chùa chiền.

## Tôn xưng
Theo Đại Việt sử ký toàn thư, vào năm Thiên Thành thứ 7 (1034), Lý Thái Tông ban chiếu định các đình thần khi tâu việc phải gọi vua là "triều đình" (朝庭). Đến Lý Thánh Tông lại đổi là "vạn thặng" (萬乘); danh xưng này lấy ý từ sách Mạnh tử: "Một trời muôn xe" (一天萬乘), "Giết một vị vua có vạn cỗ xe thì cũng không khác việc giết một kẻ thường dân [làm nhục mình]" (視刺萬乘之君、若刺褐夫). Sau cùng, Lý Cao Tông yêu cầu quan viên gọi vua là "phật" (佛).

## Lịch sử

### Thành lập
Việc hình thành nhà Lý gắn liền với sự kiện Lý Công Uẩn thay ngôi Lê Long Đĩnh. Các bộ sử cổ của Việt Nam như Việt sử lược, Đại Việt sử ký toàn thư và Khâm định Việt sử thông giám cương mục thống nhất chép rằng tháng 10 năm 1009, vua nhà Tiền Lê là Long Đĩnh mất, các con còn nhỏ, quan Điện tiền Chỉ huy sứ là Lý Công Uẩn được sự ủng hộ của Chi nội là Đào Cam Mộc cùng thiền sư Vạn Hạnh đã lên ngôi hoàng đế; các quan trong triều đều nhất trí suy tôn.

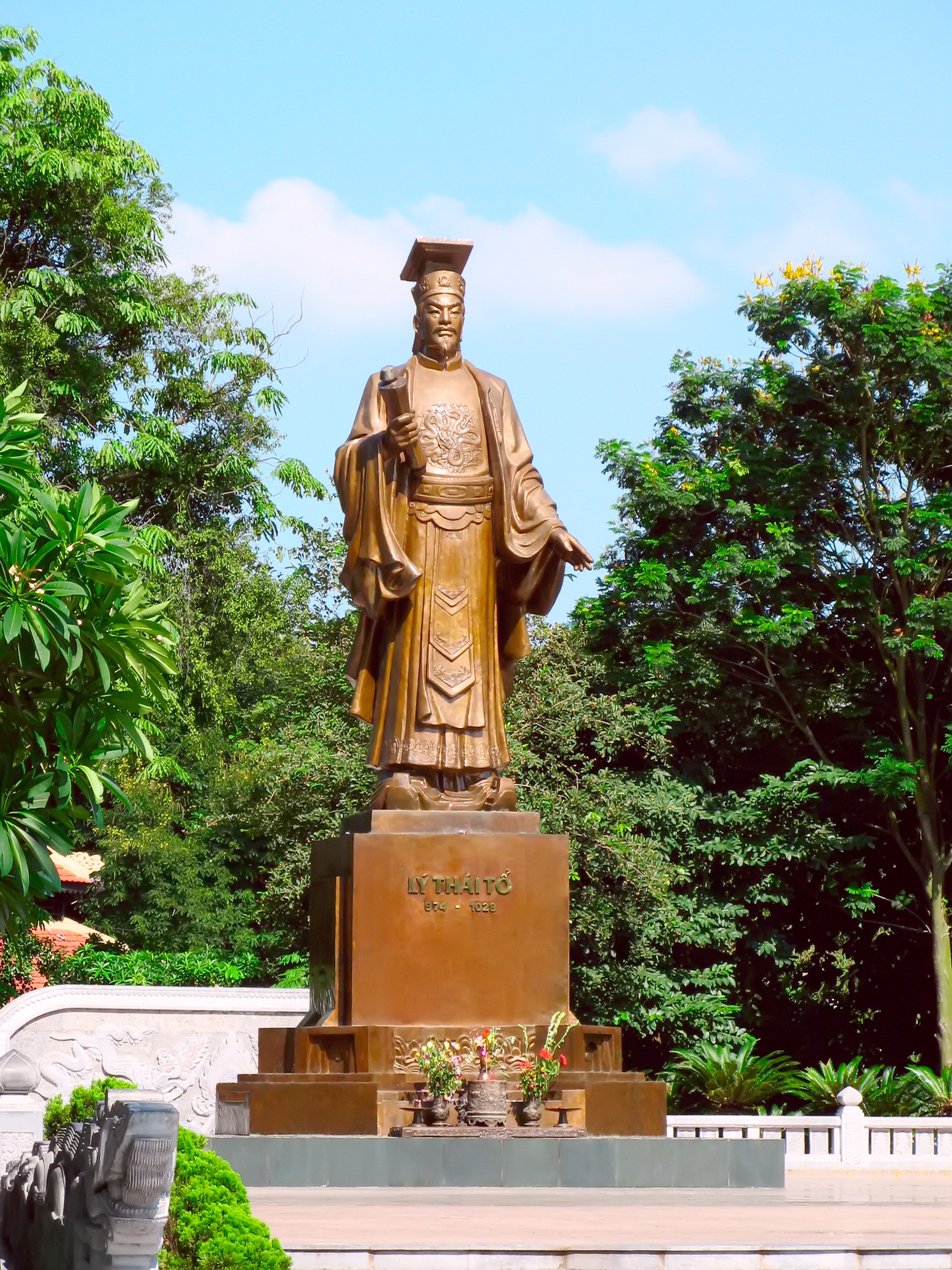
Lý Thái Tổ (李太祖) (974-1028)

Riêng trong sách Đại Việt sử ký tiền biên, sử gia Ngô Thì Sĩ ghi lại lời nghi vấn về việc Lý Công Uẩn nhân lúc Long Đĩnh bệnh tật, sai người vào đầu độc giết đi rồi giấu kín việc đó, nên sử không được chép. Tuy nhiên, các bộ sử, kể cả Đại Việt sử ký tiền biên, đều ghi nhận việc trăm quan của triều đình cũ suy tôn Lý Công Uẩn khi ông lên ngôi và sử sách không ghi nhận một cuộc nổi dậy nào của những người nhân danh trung thành với nhà Tiền Lê để chống lại nhà Lý sau khi triều đại này hình thành.
Nhà sử học Lê Văn Hưu viết: Lý Công Uẩn người châu Cổ Pháp (Từ Sơn, Bắc Ninh). Thuở nhỏ làm con nuôi nhà sư Lý Khánh Văn, theo học ở chùa Lục Tổ của sư Vạn Hạnh. Sau đó làm quan nhà Lê, giữ đến chức Điện tiền Chỉ huy sứ, chỉ huy cấm quân ở kinh đô Hoa Lư. Ông là người có học, có đức và có uy tín nên được triều thần nhà Lê quý trọng.
Việc Lý Công Uẩn trưởng thành, thăng tiến trong bộ máy nhà Tiền Lê và lên ngôi vua có vai trò gây dựng rất lớn của thiền sư Vạn Hạnh. Các nhà nghiên cứu thống nhất ghi nhận vai trò của sư Vạn Hạnh và Đào Cam Mộc trong việc đưa Lý Công Uẩn lên ngôi nhanh chóng, êm thấm và kịp thời, khiến cục diện chính trị nước Đại Cồ Việt được duy trì ổn định trong quá trình chuyển giao quyền lực, không gây xáo trộn từ trong cung đình lẫn bên ngoài. Việc lên ngôi nhanh chóng và êm thuận của Lý Công Uẩn được xem là điều kiện thuận lợi và nền tảng để ông yên tâm bắt tay xây dựng đất nước thống nhất, mở đầu một vương triều thịnh vượng lâu dài, mở ra thời kỳ phục hưng toàn diện của đất nước.

### Dời đô về Đại La
Gần 1 năm sau khi lên ngôi vua, tháng 7 âm lịch năm 1010, Lý Thái Tổ tiến hành dời đô từ Hoa Lư (Ninh Bình) về Đại La (Hà Nội). Ông đã ban hành Chiếu dời đô vào mùa xuân năm 1010.
Việc tìm đất, nghị bàn đến việc chuẩn bị để dời đô diễn ra tương đối khẩn trương. Từ Hoa Lư về thành Đại La có thể đi theo đường bộ hoặc theo đường thủy. Sử cũ không ghi chép chi tiết nhà Lý dời đô bằng đường nào. Các nhà nghiên cứu đã kết luận: triều nhà Lý dời đô bằng đường thủy, và chỉ có dời đô bằng đường thủy thì mới an toàn và tải được cả bộ máy triều đình đông đảo cùng vật chất bảo đảm đồ sộ đi kèm.

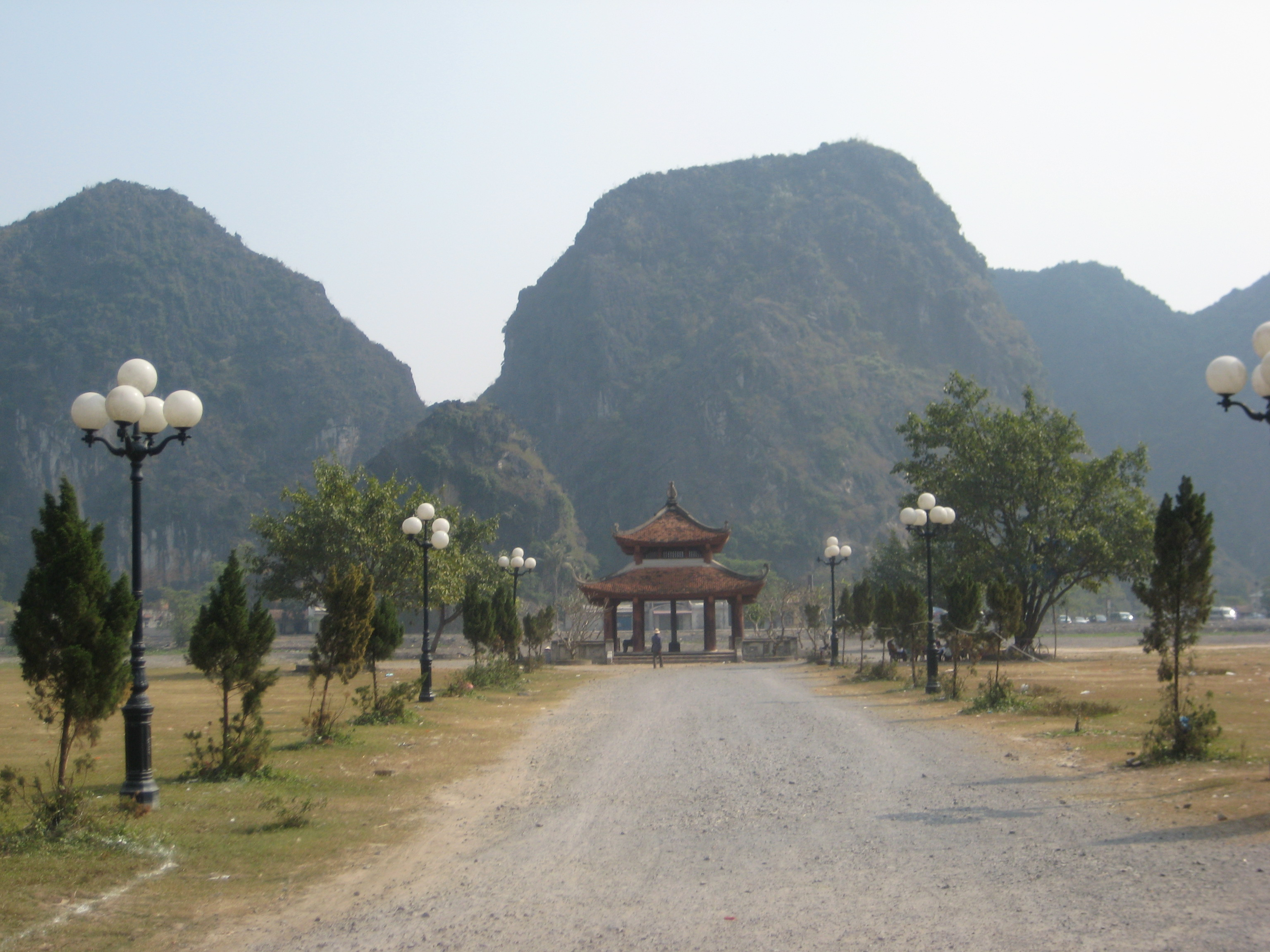
Bia Lý Thái Tổ bên sông Sào Khê tại Cố đô Hoa Lư, nơi vua ban Chiếu dời đô.

Các nhà nghiên cứu khẳng định Lý Thái Tổ dời đô cũng cần dùng tới đội thuyền. Đoàn thuyền xuất phát từ bến Ghềnh Tháp (nay là khu vực giữa phủ Vườn Thiên và nhà bia Lý Thái Tổ ở Khu di tích Cố đô Hoa Lư). Rồi thuyền vào sông Sào Khê, qua cầu Đông, cầu Dền ở Hoa Lư để ra bến đò Trường Yên vào sông Hoàng Long. Đi tiếp đến Gián Khẩu thì rẽ vào sông Đáy. Từ sông Đáy lại rẽ vào sông Châu Giang. Đến Phủ Lý đoàn thuyền ngược sông Hồng, rồi vào sông Tô Lịch trước cửa thành Đại La.
Như vậy hành trình dời đô đi qua sáu con sông khác nhau, trong đó các hành trình trên sông Sào Khê, sông Hoàng Long, sông Châu Giang là đi xuôi dòng, trên sông Đáy, sông Hồng, sông Tô Lịch là đi ngược dòng. Sở dĩ nhà Lý đi bằng đường sông chứ không đi bằng đường biển cũng là bảo đảm an toàn vì thuyền phải tải nặng không chịu nổi sóng dữ ở biển.
Sử gia Ngô Thì Sĩ trong Đại Việt sử ký tiền biên nhận xét về kinh đô Thăng Long như sau:
"Núi là vạt áo che, sông là dải đai thắt, sau lưng là sông nước, trước mặt là biển, địa thế hùng mạnh mà hiếm, rộng mà dài, có thể là nơi vua ở hùng tráng, ngôi báu vững bền, hình thể Đại Việt không nơi nào hơn được nơi này".
Quyết định dời đô ra Thăng Long của Lý Thái Tổ được xem là sự kiện trọng đại, đánh dấu bước phát triển vượt bậc của vương triều Lý. Trong vòng 8 thế kỷ tiếp theo, hầu hết các triều đại phong kiến kế tục nhà Lý như nhà Trần, nhà Mạc, nhà Hậu Lê đều tiếp tục dùng Thăng Long làm kinh đô và có thời gian tồn tại tương đối lâu dài.

### Loạn tam vương
Khoảng tháng 3 năm 1028, Lý Thái Tổ qua đời, hưởng dương 55 tuổi, thụy hiệu là Thần Vũ Hoàng đế (神武皇帝), an táng ở Thọ lăng.
Các đại thần đều đến cung Long Đức để dâng biểu, xin Thái tử Lý Phật Mã lên ngôi nhưng 3 người em của ông là Đông Chinh vương, Dực Thánh vương và Vũ Đức vương không đồng ý nên đem quân của mình phục sẵn ở trong Hoàng thành nhằm cướp ngôi.
Lúc đó Đông Chinh vương phục ở trong Long Thành còn Dực Thánh vương và Vũ Đức vương phục binh ở cửa Quảng Phúc, đợi Thái tử đến sẽ đánh úp. Một lát sau, Thái tử từ cửa Tường Phù vào, đến điện Càn Nguyên, biết có biến, sai người hầu đóng hết các cửa điện và sai các vệ sĩ trong cung phòng giữ. Thấy Phật Mã không nỡ xuống tay, nội thị là Lý Nhân Nghĩa xin đánh một trận để quyết được thua, theo gương Đường Thái Tông và Chu Công Đán.
Quân của ba vương đánh đến rất gấp, Thái tử bèn sai vệ sĩ trong cung mở cửa ra đánh. Lê Phụng Hiểu sức khỏe hơn người, một mình vượt hơn trăm quân lính, ra trước cửa Quảng Phúc xông thẳng đến chỗ ngựa của Vũ Đức vương. Vương quay ngựa tránh, ngựa quỵ xuống, bị Phụng Hiểu bắt giết. Phủ binh của ba vương thua chạy. Quan quân đuổi theo chém giết hết, chỉ có hai vương Đông Chinh và Dực Thánh chạy thoát được.
Thái tử Phật Mã lên ngôi, tức là Lý Thái Tông, đổi niên hiệu là Thiên Thành. Hai vương chạy thoát sau đó được tha tội. Cũng vì biến loạn này, để ngăn ngừa về sau, Lý Thái Tông đặt ra Hội thề thần Đồng Cổ, là một buổi lễ thề rất quan trọng suốt triều đại nhà Lý. Ông xuống chiếu giao cho Hữu ty dựng miếu ở bên phải thành Đại La sau chùa Thánh Thọ, lấy ngày 25 tháng ấy, đắp đàn ở trong miếu, cắm cờ xí, chỉnh đốn đội ngũ, treo gươm giáo ở trước thần vị, đọc lời thề rằng: "Làm con bất hiếu, làm tôi bất trung, xin thần minh giết chết". Các quan từ cửa đông đi vào, đến trước thần vị cùng uống máu ăn thề, hàng năm lấy làm lệ thường. Sau vì tháng 3 có ngày quốc kỵ, chuyển sang mồng 4 tháng 4. Nếu không có mặt trong buổi lễ, người bị tội sẽ bị đánh 50 trượng.
Việc Thái tử Phật Mã dẹp được loạn, giữ được ngôi khiến chính trị nhà Lý từ đó được duy trì ổn định trong thời gian dài, chấm dứt tình trạng biến loạn gây hậu quả nặng nề sau khi vua khai quốc qua đời đã xảy ra với các triều đại trước như Ngô (Dương Tam Kha đoạt ngôi), Đinh (trung thần nhà Đinh chống Lê Hoàn dẫn tới nhà Đinh mất), Tiền Lê (các hoàng tử tranh ngôi).

### Thời kỳ thịnh trị

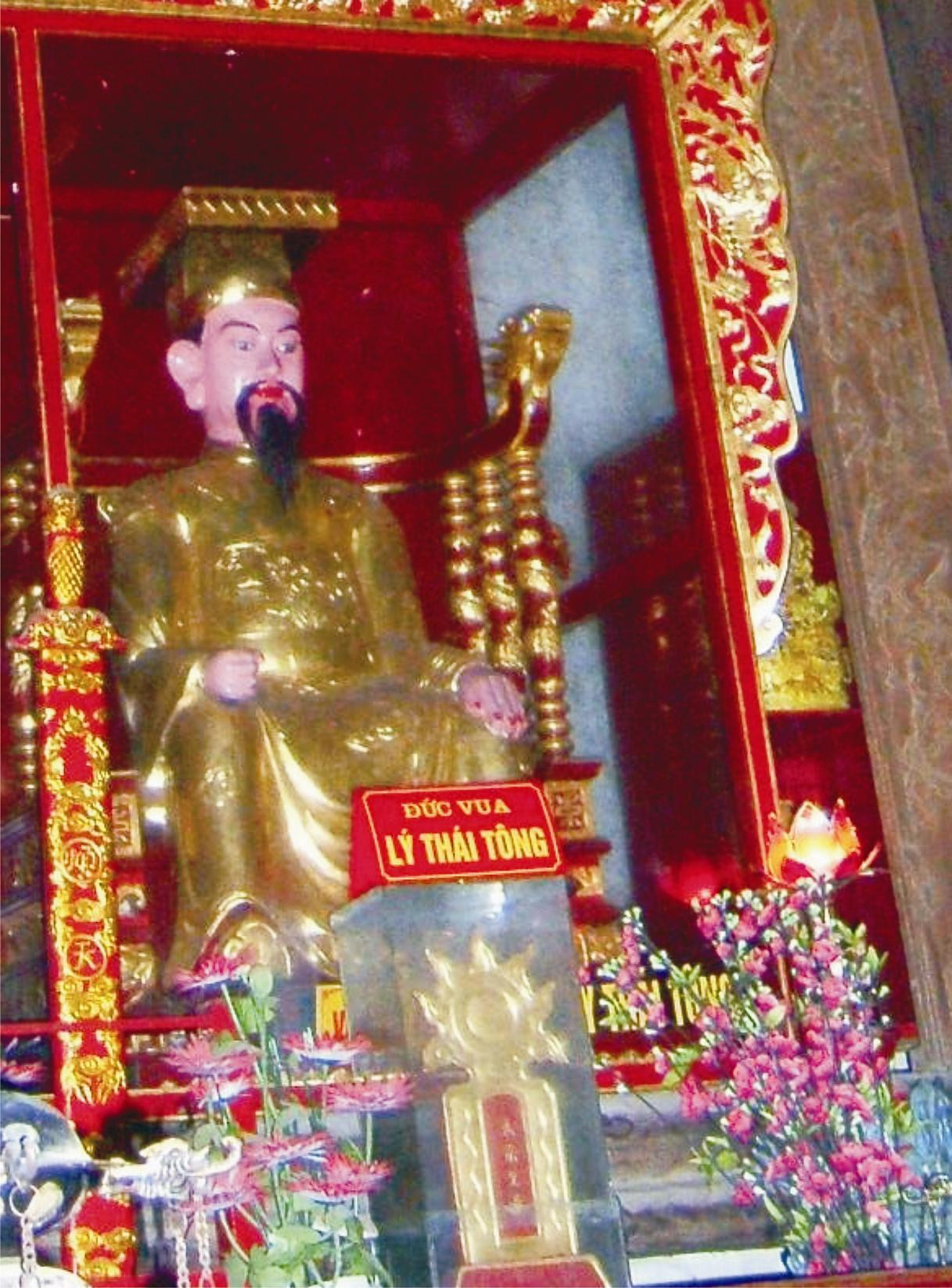
Lý Thái Tông (李太宗) (1000-1054)

Ngay từ thời Lý Thái Tổ đến các vị hoàng đế tiếp theo là Thái Tông và Thánh Tông, nhà Lý tập trung giải quyết những vấn đề lớn sau:
1. Củng cố nội trị: Phát triển kinh tế, đặc biệt là nông nghiệp; ban hành Hình thư, hệ thống pháp luật đầu tiên từ khi giành độc lập sau thời Bắc thuộc; xác lập hệ thống giáo dục khoa cử có hệ thống[13].
2. Củng cố cương vực cai trị, vươn rộng quyền lực đến những vùng xa. Nhà Lý dùng chính sách hôn nhân, gả công chúa cho các tù trưởng địa phương để thắt chặt mối quan hệ. Với những nơi không thần phục, vua cử các hoàng tử hoặc thân chinh đi đánh dẹp. Chính sử ghi nhận ba vị vua đầu triều Lý đã nhiều lần xuất quân các châu như Vị Long, Đô Kim, Thường Tân, Bình Nguyên, Định Nguyên, Trệ Nguyên, Thất Nguyên, Văn, Hoan, Diễn, Phong v.v... Lớn nhất là biến loạn họ Nùng những năm 1038-1041[14].
3. Bảo vệ biên giới các phía: giải quyết những xung đột nhỏ xảy ra vùng biên với nhà Tống, và thường có liên quan tới các tù trưởng địa phương; đánh lui những cuộc tấn công cướp phá của Nam Chiếu, Chiêm Thành.

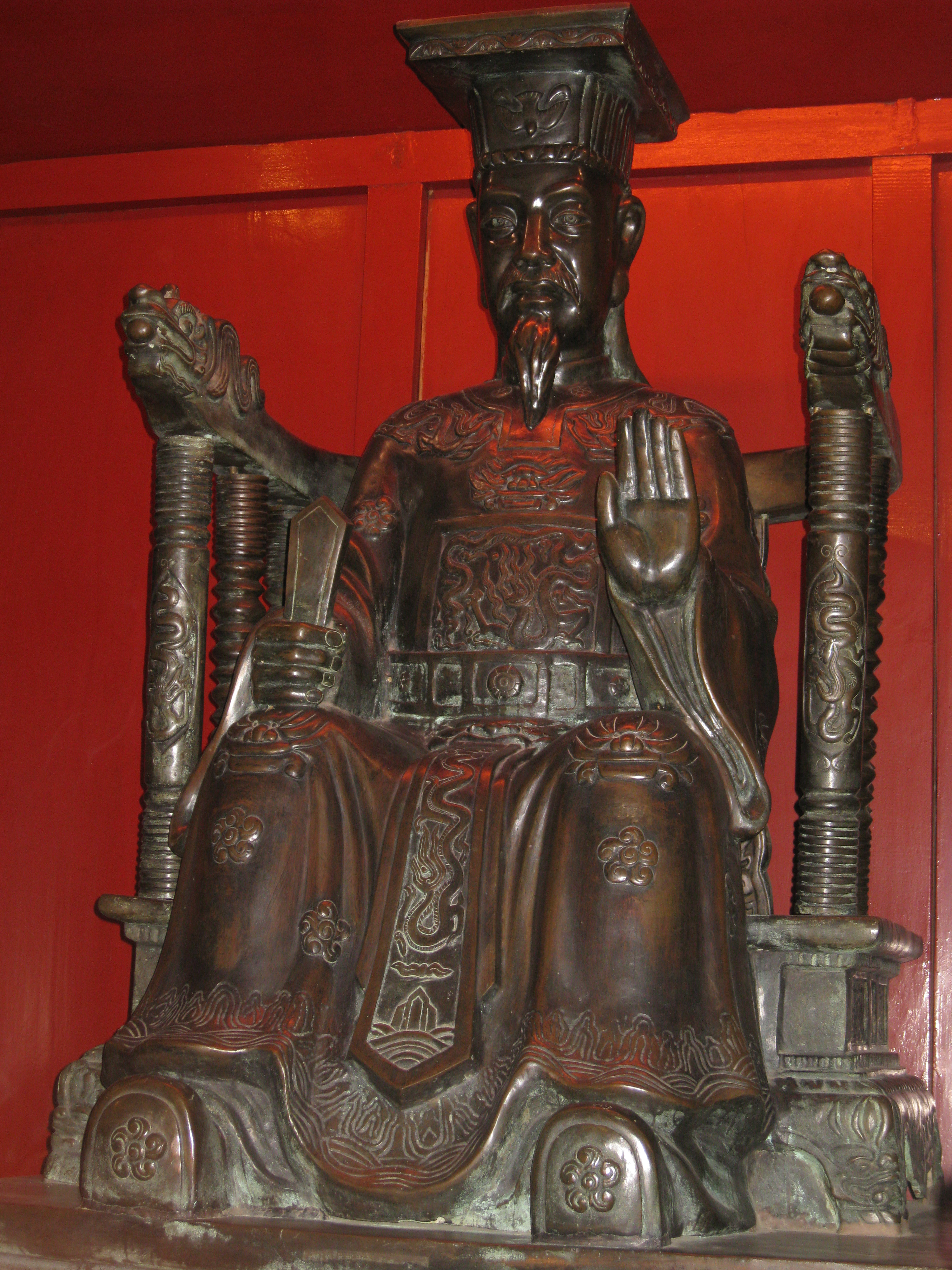
Lý Thánh Tông (李聖宗) (1023–1072)

Một sự kiện lớn trong những năm thịnh trị thời Lý là việc đổi quốc hiệu từ Đại Cồ Việt (大瞿越) sang Đại Việt (大越) vào năm 1054, mở ra kỷ nguyên Đại Việt trong lịch sử Việt Nam.
Năm 1069, Lý Thánh Tông thân chinh đi đánh nước Chiêm Thành do Chiêm Thành thường sang quấy nhiễu, cướp phá. Quân nhà Lý bắt được quốc vương Chiêm Thành là Chế Củ. Chế Củ xin dâng đất ba châu là Địa Lý, Ma Linh và Bố Chính để chuộc tội. Thánh Tông lấy 3 châu ấy và cho Chế Củ về nước. Những châu ấy nay ở địa hạt các huyện Quảng Ninh, Quảng Trạch, Bố Trạch, Tuyên Hóa, Lệ Thuỷ tỉnh Quảng Bình và huyện Bến Hải tỉnh Quảng Trị. Lãnh thổ Đại Việt được mở rộng đáng kể về phía nam.
Năm 1070, Thánh Tông cho xây dựng Văn miếu, đắp tượng thờ Khổng Tử, Chu Công, Tứ phối, vẽ tượng Thất thập nhị hiền, bốn mùa cũng tế, để mở mang Nho học. Ông là vị vua đầu tiên khởi xướng Nho giáo vào việc cai trị của các Hoàng đế Đại Việt sau này.
Ba vị hoàng đế đầu tiên triều Lý đều lên ngôi ở tuổi trưởng thành và qua đời ở độ tuổi 55, có tư tưởng và thực thi chính sách kế tục nhau khá nhất quán. Các ngài đều ở ngôi trong thời gian tương đối dài, sau Loạn tam vương không còn tranh chấp nội bộ, vì vậy chính quyền nhà Lý ngày càng được củng cố.

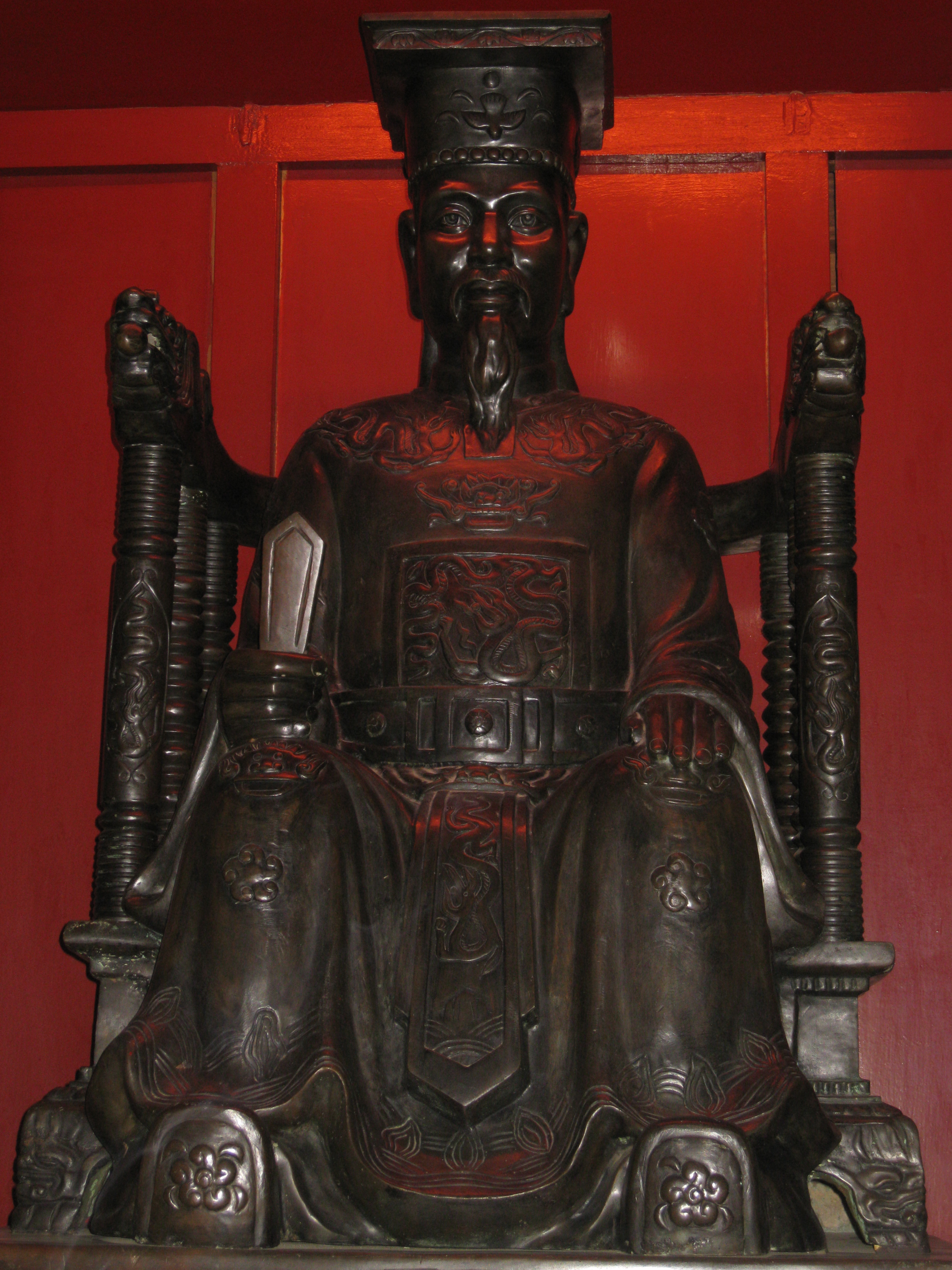
Lý Nhân Tông (李仁宗) (1066–1128)

Từ sau đời Lý Thánh Tông, nhà Lý bắt đầu đối mặt với vấn đề nhân sự. Thánh Tông muộn con, khi ông mất thì Thái tử Lý Càn Đức (李乾德) mới 7 tuổi lên nối ngôi, tức là Lý Nhân Tông. Dương Hoàng hậu được Thái sư Lý Đạo Thành (李道成) lập làm Hoàng thái hậu và có quyền nhiếp chính. Việc này gọi là Thùy liêm thính chính (垂簾聽政 - rủ mành nghe việc nước), các Thái hậu sẽ thượng triều, ngồi sau long tọa đã được buông 1 tấm rèm the và quyết định thay vua.
Ỷ Lan phu nhân (倚蘭夫人) - mẹ đẻ của Nhân Tông, được tôn làm Hoàng thái phi. Thái phi do nghĩ mình là mẹ đẻ mà không được can dự triều đình nên rất buồn bực, hằng ngày bà than thở với Nhân Tông khiến vị vua cũng dần nhận ra và quyết định phế truất Dương thái hậu và bắt giam bà cùng 72 cung nhân khác của Thánh Tông, đến khi linh cữu Thánh Tông được hạ huyệt thì Thái hậu và các cung nhân đó đều bị chôn sống theo. Lý Đạo Thành, do ủng hộ Dương thái hậu nên bị Ỷ Lan thái phi điều ra trấn thủ Nghệ An.
Sau khi Dương thái hậu bị phế truất, Ỷ Lan thái phi được tôn làm Hoàng thái hậu, buông rèm nghe chính sự. Bên dưới mọi việc do Thái úy Lý Thường Kiệt (李常傑), một trọng thần thời Thánh Tông đảm nhiệm.
Lúc này, nhà Tống đang khủng hoảng về vấn đề biên giới với nhà Liêu, Tây Hạ muốn nhân lúc vua Lý còn nhỏ, Thái hậu nhiếp chính mang quân đánh chiếm. Thái úy Lý Thường Kiệt chủ động xóa tan hiềm khích, mời Lý Đạo Thành về triều để bàn đối sách chống quân Tống.
Năm 1075, ngay khi nhà Tống đang tập kết lực lượng ở Ung châu chuẩn bị tiến sang, Lý Thường Kiệt chủ động mang thủy quân, kết hợp quân trên bộ của Nùng Tôn Đản (儂宗亶) đánh sang đất Tống trước. Sang đầu năm 1076, quân Lý hạ thành Ung châu.
Năm 1076, nhà Tống cử Quách Quỳ (郭逵), một viên tướng dày dạn trận mạc cùng Triệu Tiết đem đại binh sang xâm lược Đại Việt. Thế quân nhà Tống rất mạnh, quân đội nhà Lý dưới sự chỉ huy của Lý Thường Kiệt đã chống trả hết sức quyết liệt. Ông đã cử Lý Kế Nguyên đánh bại đội quân thủy của quân Tống sang kết hợp với quân bộ của Quách Quỳ. Cuối cùng, Lý Thường Kiệt đánh bại được đội quân nhà Tống tại trận tuyến trên sông Như Nguyệt. Năm 1077, Quách Quỳ chấp nhận cho Đại Việt giảng hòa và rút quân trở về.
Nhà Lý vượt qua thử thách lớn nhất từ khi hình thành và tiếp tục thịnh trị. Sau khi đánh được quân Tống, Nhân Tông bắt tay vào việc cai trị, mở khoa thi đầu tiên và chọn ra 10 người thi đỗ, nổi tiếng nhất là Lê Văn Thịnh (黎文盛). Ông còn củng cố nông nghiệp, cấm nạn giết trâu và xử phạt rất nặng. Quốc gia yên bình, Nhân Tông chuyên tâm theo Phật giáo, mở nhiều cuộc vui như đua thuyền, múa rối nước,... Đại Việt luôn có hội hè, trở nên cực kỳ phồn vinh và phát triển.

### Thời kỳ trung suy

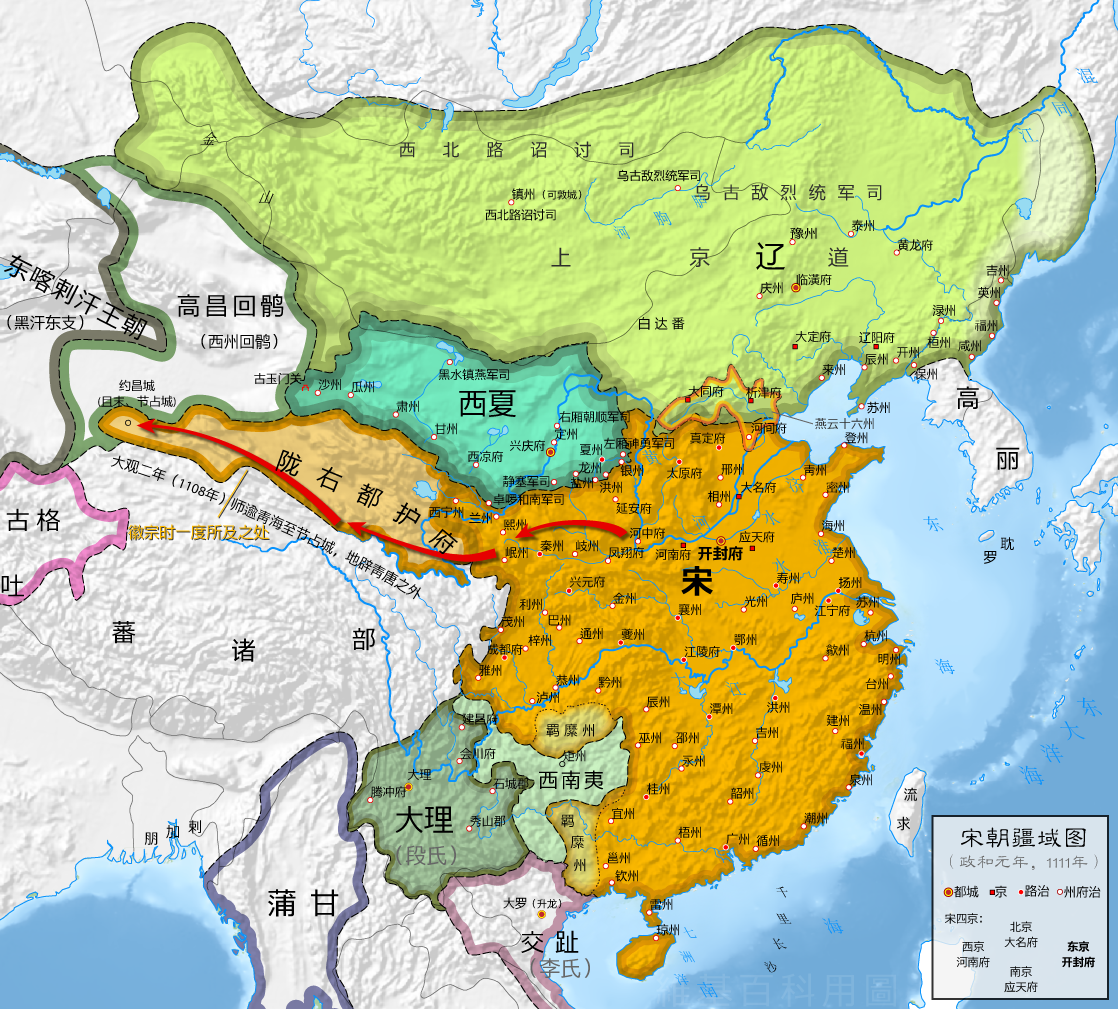
Đại Việt ở thế kỷ XI

Nhân Tông là vị hoàng đế trị vì lâu dài nhất trong lịch sử Việt Nam, tuy nhiên ông không có con. Vì vậy, ông chọn trong các con em hoàng tộc một người để kế vị và chọn được Lý Dương Hoán (李陽煥), là con của người em Sùng Hiền hầu, tức là cháu gọi ông bằng bác.
Năm 1128, Lý Nhân Tông qua đời, hưởng thọ 63 tuổi, Dương Hoán lúc đó mới 11 tuổi lên nối ngôi, tức là Lý Thần Tông. Có một truyền thuyết rằng Thần Tông là do Từ Đạo Hạnh (徐道行) đầu thai.
Việc Nhân Tông qua đời và truyền ngôi cho Thần Tông đánh dấu sự chuyển dời ngôi vua từ chi trưởng cho chi dưới và cũng kết thúc thời kỳ phát triển đỉnh cao của nhà Lý. Từ Nhân Tông trở đi, trong 4 đời vua liên tiếp, người kế vị của nhà Lý đều nhỏ tuổi. Tuy việc cai trị bên ngoài chưa có nhiều ảnh hưởng trong thời kỳ đầu nhưng trong cung đình đã chịu ảnh hưởng trực tiếp vì sự tranh chấp quyền lực của những người tham gia nhiếp chính.
Thời Lý Thần Tông, các đại thần giúp vua gồm Thái sư Lê Bá Ngọc (黎伯玉), Thái phó Dương Anh Nhĩ (杨英耳), Thái úy Lý Công Bình, Gián nghị Đại phu Mâu Du Đô (缪攸度), Điện tiền Chỉ huy sứ Lý Sơn(李山),... đều là những người có năng lực, được Nhân Tông tin tưởng giao trọng trách nên thời đại Thần Tông cai trị, nước Đại Việt vẫn giữ được ổn định.
Nhà Lý từ những đời trước đã có thú thích vật hiếm lạ, đến khi Lý Thần Tông trưởng thành, việc đó ngày càng thịnh hành. Biết được ý vua, nhiều người dâng những vật lạ lên như hươu trắng, rùa có chữ trên mai, chim sẻ, cá sấu, cá sông, cây cảnh...; nhiều người như Lý Lộc (李禄), Lý Tự Khắc (李自克) tuy chỉ là quan hèn mọn nhưng do dâng hươu trắng quý hiếm mà cho làm Đại liêu ban, Minh tự. Ngoài ra xuất hiện nhiều quan lại có ý xu nịnh, nhân ý vua còn ham vui mà hùa theo nhà vua.
Năm 1138, Lý Thần Tông qua đời khi mới 23 tuổi, trị vì được 10 năm. Trước đây Thần Tông đã lập con trưởng là Lý Thiên Lộc (李天禄) làm Thái tử. Nhưng Cảm Thánh phu nhân (感聖夫人) cùng Phụng Thánh phu nhân (奉聖夫人), Nhật Phụng phu nhân (日奉夫人) đã dùng tiền hối lộ hoạn quan Từ Văn Thông (徐文通) mà cho vào gặp Thần Tông, xui vua bỏ thái tử Thiên Lộc. Thần Tông nghe theo, bèn lập con nhỏ là Thiên Tộ làm Hoàng thái tử, giáng Thiên Lộc xuống làm Minh Đạo vương. Lý Thiên Tộ (李天祚) khi đó mới 3 tuổi lên ngôi, tức là Lý Anh Tông.
Cảm Thánh phu nhân Lê thị trở thành Hoàng thái hậu. Bà trọng dụng Đỗ Anh Vũ người tình của vua Lý Thần Tông(vì có tướng mạo đẹp nên Anh Vũ được vua cho vào hầu trong màn trướng) (杜英武) - người em ruột của Đỗ thái hậu và là cháu gọi Lý Thường Kiệt bằng cậu và Anh Vũ cũng là con nuôi của Thái sư Trương Bá Ngọc, cho làm nhiếp chính. Vì những điều đó nên Thái Hậu chỉ tin tưởng Anh Vũ. Việc đó khiến nhiều đại thần, gồm Điện tiền Chỉ huy sứ Vũ Đái (武戴), Phò mã Dương Tự Minh (杨字明) cùng một số thân vương nhà Lý bất bình và làm binh biến bắt Anh Vũ, nhưng không quyết đoán giết ông. Vì vậy Anh Vũ chỉ bị đày làm Cảo điền nhi - cày ruộng cho nhà nước. Không lâu sau, Thái hậu cố nghĩ làm thế nào để phục hồi chức nhiệm cho Anh Vũ, mới nhiều lần mở hội lớn để xá cho tội nhân. Anh Vũ được mấy lần xá tội, lại làm Thái úy Phụ chính như cũ, càng được yêu dùng hơn. Đỗ Anh Vũ tìm cách trả thù. Anh Tông còn nhỏ, chuẩn tâu theo Anh Vũ, do đó những người tham gia binh biến đều bị giết hoặc đi đày.
Năm 1158, Đỗ Anh Vũ qua đời. Tô Hiến Thành (蘇憲誠), có họ hàng là Tô thị vợ của Anh Vũ, được thăng làm Thái úy. Hiến Thành giỏi việc dụng binh, lại là người chính trực, chuyên tâm tuyển chọn quân lính, biên giới nhiều lần bình định Chiêm Thành, Ai Lao.
Năm 1174, nhà Lý lại xảy ra việc thay ngôi thái tử. Thái tử là Lý Long Xưởng gian dâm với cung phi, làm chuyện thất đức nên bị phế truất làm Bảo Quốc vương. Anh Tông lập người con trai nhỏ là Lý Long Cán (李龍翰), con của một cung phi là cháu gái Đỗ Anh Vũ, làm Hoàng thái tử. Tô Hiến Thành làm "Nhập nội kiểm hiệu Thái phó bình chương quân quốc trọng sự", tước Vương, được giao phụ chính giúp người kế vị.
Năm 1175, Anh Tông qua đời khi mới 40 tuổi, trị vì được 36 năm. Thái tử còn nhỏ tuổi lên ngôi, sử gọi là Lý Cao Tông. Từ đây nhà Lý bắt đầu con đường suy vong.

### Thời kỳ suy vong

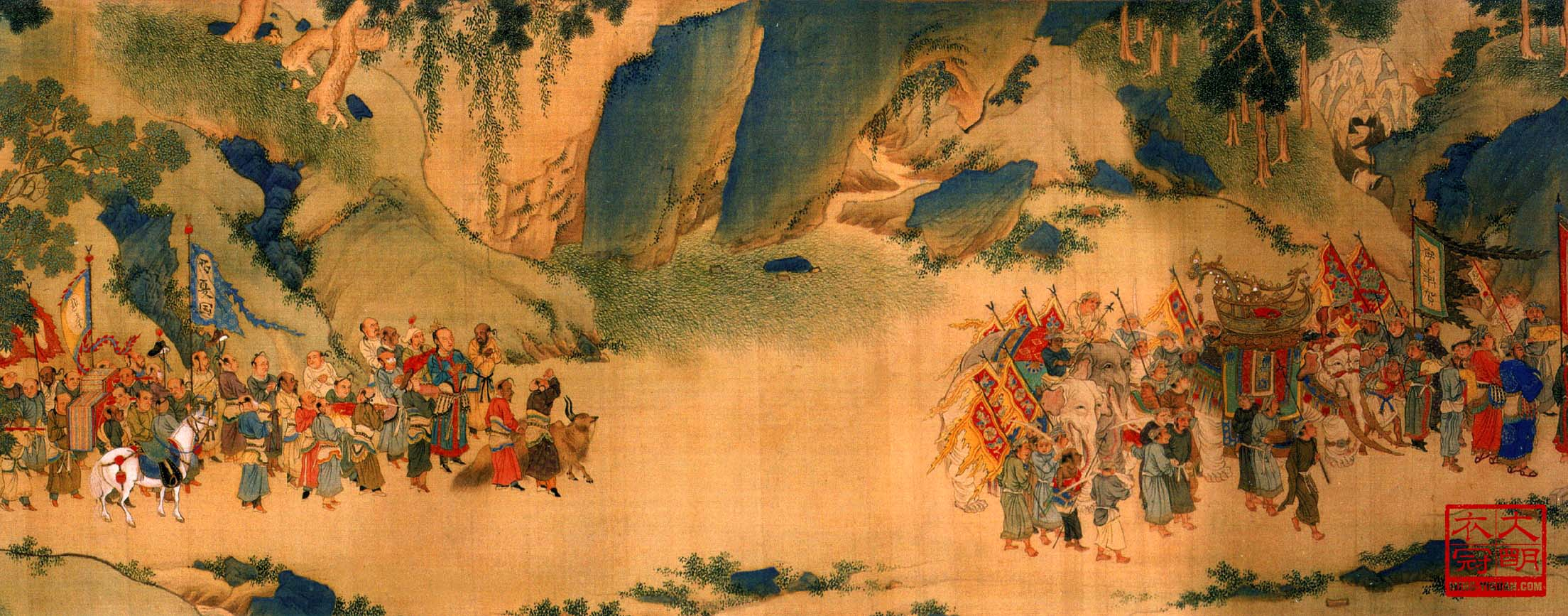
Đoàn sứ triều Lý (phải) dẫn hai con voi sang triều Bắc Tống, phía bên trái là đoàn sứ Đại Liêu.

Lý Cao Tông lên ngôi khi mới 3 tuổi, mẹ là Đỗ phu nhân trở thành Chiêu Thiên Chí Lý Hoàng thái hậu, Đỗ An Di em trai bà trở thành ngoại thích, Tô Hiến Thành được giao cho việc kèm cặp phụ chính.
Chiêu Linh Hoàng thái hậu, mẹ của thái tử cũ Lý Long Xưởng cố giành lại ngôi báu cho con trai nhưng không thành vì thái độ cương quyết của Tô Hiến Thành.
Giữa năm 1179, khi Cao Tông mới lên 6 tuổi thì Thái úy Tô Hiến Thành qua đời. Đỗ An Di được phong làm phụ chính. Năm 1188, Đỗ An Di qua đời, Ngô Lý Tín (吳理信) được trao quyền phụ chính đến khi ông qua đời năm 1190. Đàm Dĩ Mông (譚以蒙) là em trai của An Toàn hoàng hậu được cất nhắc làm phụ chính.
Lý Cao Tông trưởng thành chỉ thích chơi bời, cho mua bán chức tước, khiến xã hội bất ổn, bọn bất tài cứ có nhiều tiền là làm quan gây phiền nhiễu cho dân chúng; lại cho bán tội ngục, tức là nếu có hai người tranh giành nhau về một vật, tài sản giá trị mà hễ có ai dâng tiền bạc thì được lấy tài sản đó về làm của công, không cần qua tra xét gì cả, nên kho bạc tài sản trong cung thì như núi mà dân đói khổ cứ thế kêu than bên ngoài, giặc cướp như ong. Nhiều thủ lĩnh địa phương nhân lúc triều đình trung ương suy yếu cũng ngầm xây dựng lực lượng nổi dậy.

#### Loạn Quách Bốc
Đoàn Thượng (段尚) ở vùng Hồng Châu (Hải Dương và Hải Phòng) nổi dậy chống triều đình, Cao Tông sai các đại thần là Phạm Bỉnh Di (范秉異), Phạm Du (范兪), Đàm Dĩ Mông cùng các tướng khác đem quân đến định tiêu diệt. Đoàn Thượng sai người đem của đút lót Phạm Du, mong muốn lui binh. Du về tâu với Cao Tông, dùng mọi lời thuyết phục và khiến Cao Tông gọi tất cả quay về, Thượng thoát khỏi cảnh nguy khốn.
Phạm Du được quản việc binh ở Nghệ An, thuyết phục Cao Tông cho chiêu tập thêm người để củng cố lực lượng, Cao Tông đồng ý. Phạm Du chiêu dụ bọn cướp, những người vô gia cư tạo thành quân lực của riêng mình mà đi khắp nơi cướp bóc. Cao Tông sai Phạm Bỉnh Di đi dẹp, Bỉnh Di thắng liền mấy trận, đốt phá dinh thự nhà cửa của Phạm Du, Du phải chạy sang Hồng Châu mà trốn.
Năm 1209, Cao Tông triệu Phạm Du về Thăng Long. Phạm Du hết lời vu cáo Phạm Bỉnh Di. Cao Tông tin theo, bèn sai người bắt giam Bỉnh Di cùng con trai là Phạm Phụ. Bộ tướng của Bỉnh Di là Quách Bốc (郭卜) đang đóng ở ngoài nghe tin thì mang quân đánh vào kinh thành Thăng Long hòng giải cứu Bỉnh Di. Cao Tông và Phạm Du vội giết chết Bỉnh Di và Phụ rồi chạy lên vùng Quy Hóa (Vĩnh Phú, Yên Bái). Quách Bốc vào kinh sư an táng cha con Bỉnh Di rồi lập con thứ của Cao Tông là Lý Thầm lên ngôi Hoàng đế.
Hoàng tử Lý Hạo Sảm (李日旵) cùng mẹ là An Toàn hoàng hậu phải chạy về Hải Ấp, được Trần Lý (陳李) cùng Phạm Ngu là một học giả người vùng Diêu Hào lập làm minh chủ, giáng Lý Thầm xuống làm Vương. Hạo Sảm được sắp xếp kết hôn với con gái của Trần Lý là Trần Thị Dung (陳氏庸), ban chức cho những người trong phe họ Trần như Trần Lý, Phạm Ngu và Tô Trung Từ (蘇忠詞).
Cao Tông nghe tin Thái tử Sảm tự ý lập triều đình riêng ở Hải Ấp, cho là chống lại mình nên cử Phạm Du huấn luyện binh sĩ ở vùng Hồng mà đi đánh. Nhưng Phạm Du mải tư thông với Thiên Cực công chúa, nên trễ hẹn với bọn Đoàn Thượng, bị thuộc hạ của Thái tử Sảm (thực chất là thuộc hạ họ Trần) mai phục và bắt giết. Sau đó, Trần Lý và em vợ là Tô Trung Từ đứng đầu cầm quân đánh đến kinh sư, đánh bại Quách Bốc và đồng đảng, dẹp tan loạn Quách Bốc.

#### Bất lực trong đại loạn
Cao Tông được rước về kinh thành Thăng Long. Không lâu sau, năm 1210, Cao Tông qua đời lúc 38 tuổi. Thái tử Lý Sảm (李旵) lên ngôi, tức Lý Huệ Tông, lúc ấy mới 16 tuổi. Huệ Tông cho lão thần Đỗ Kính Chu làm Thái úy phụ chính.
Vì Trần Lý đã chết, Tô Trung Từ nắm binh quyền thế lực Hải Ấp, giết chết Đỗ Kính Tu. Các tướng Đỗ Quảng, Đỗ Thế Qui và Phí Lệ cùng nhau mưu lập đánh Trung Từ. Trung Từ biết thế quân của mình nhỏ hơn liên quân của họ, bèn lập mưu kế lừa gạt, vờ hòa hoãn với họ mà đang đêm tăng cường binh sĩ mưu trừ. Rồi ông cho tùy tướng Đào Phán bất ngờ ùa binh đánh lên diệt bọn Đỗ Quảng, Phí Lệ. Bọn họ xung phong tiến đánh quân của Đào Phán và chạy thoát được, Phán bèn đánh úp Đỗ Thế Qui, bắt được Qui và Qui bị tùng xẻo ở giữa chợ trời.
Huệ Tông sợ hãi, vội phong Trung Từ làm Thái úy phụ chính, ban tước Vương; sai người đi đón Trần Thị Dung và phong làm Nguyên phi (元妃), cho anh của Nguyên phi là Trần Tự Khánh (陳嗣慶) làm Chương Thành hầu (章成侯).
Sau khi dẹp được các thế lực chống đối mình, Tô Trung Từ lại bị giết đột ngột vào năm 1211 khi thông dâm với Thiên Cực công chúa - người trước đây đã tư thông với Phạm Du - và bị chồng công chúa là Vương Thượng bắt quả tang (Luật nhà Lý cho phép giết gian phu mà không bị tội). Quan đầu triều bị giết, kinh thành hỗn loạn. Con rể Trung Từ là Nguyễn Ma La thế cô, mưu dựa vào họ Trần, bèn cùng với vợ là Tô thị (em họ Tự Khánh) lên thuyền sang đạo Thuận Lưu để gặp bộ tướng của Tô Trung Từ là Nguyễn Trinh thì bị Nguyễn Trinh giết rồi cướp lấy Tô thị đem về. Tô thị sai người tố cáo với Trần Thừa. Trần Thừa bèn sai Tô thị dụ được Trinh và giết chết. Lực lượng của Tô Trung Từ tan rã hoàn toàn. Trần Tự Khánh nhân lúc Ma La kéo đi, kinh thành bỏ trống, lập tức mang quân về kinh sư và an táng Tô Trung Từ ở làng Hoạch.
Sau khi Tô Trung Từ chết, Huệ Tông dùng cậu là Đàm Dĩ Mông làm Thái úy phụ chính, Đàm thái hậu cũng xen vào việc chính sự. Họ Đàm muốn nhân quyền ngoại thích mà lộng hành, chính sự ngày càng suy.
Hai lực lượng lớn nhất tranh quyền lúc đó là họ Trần và họ Đoàn. Lý Huệ Tông lo ngại ngoại thích nhà vợ họ Trần thế lực lớn, nên cùng ngoại thích nhà mẹ là cậu Đàm Dĩ Mông muốn dựa vào họ Đoàn. Nghe họ Đoàn gièm pha Trần Tự Khánh muốn phế lập, Huệ Tông tức giận hạ chiếu cho các đạo binh đánh Trần Tự Khánh, và giáng Trần Thị Dung xuống làm Ngự nữ (御女). Đoàn Thượng và Đoàn Văn Lôi đem binh về kinh sư. Huệ Tông hạ chiếu tấn phong tước hầu cho Đoàn Thượng.
Lúc bấy giờ, Trần Tự Khánh dẫn quân đi đánh khắp nơi, thu phục được nhiều đất, đặc biệt chiếm được Hồng châu, vùng từ Lạng châu đến núi Tam Trĩ hết thảy đều là đất của họ Trần.
Năm 1213, Đoàn Thượng phối hợp với quân triều đình đụng độ với Trần Tự Khánh. Tuy nhiên, lực lượng họ Trần mạnh hơn, có nhiều tướng giỏi hơn; trong khi đó quân nhà Lý do Huệ Tông và Thái sư Đàm Dĩ Mông không có tài làm tướng chỉ huy nên nhanh chóng bị thua trận. Cánh quân Đoàn Thượng cử đi do Đoàn Cấm và Vũ Hốt chỉ huy bị bộ tướng của Tự Khánh là Nguyễn Nộn (阮嫩) đánh bại. Huệ Tông bỏ chạy lên Lạng châu, quân họ Đoàn rút khỏi kinh đô trở về vùng Hồng.
Trần Tự Khánh cố thuyết phục Lý Huệ Tông trở về kinh không được, bèn lập một hoàng thân nhà Lý là Lý Nguyên Vương lên ngôi làm vua mới.
Năm 1214, anh em họ Đoàn tấn công đất Bắc Giang do tướng của Tự Khánh là Nguyễn Nộn đóng giữ. Hai bên đánh nhau ở núi Đông Cứu (Gia Lương, Bắc Ninh), Nguyễn Nộn giết chết được Đoàn Nguyễn. Tuy nhiên lúc đó nội bộ phe Tự Khánh xảy ra phản loạn lớn. Tướng ở Cam Giá (thị xã Sơn Tây) là Đỗ Bị (杜備) lại nổi lên chống cự. Miền Cam Giá lại tách khỏi phạm vi thế lực của anh em họ Trần, hình thành một thế lực mới. Cùng lúc đó, Nguyễn Nộn ở Bắc Giang sau khi đánh được họ Đoàn cũng phản lại Tự Khánh, xây dựng một thế lực rất lớn. Do việc cát cứ của Đỗ Bị, Nguyễn Nộn, kinh thành Thăng Long bị uy hiếp. Tự Khánh phóng hỏa đốt kinh đô rồi chạy về hành cung Lý Nhân (Hà Nam).
Song lực lượng họ Trần vẫn rất mạnh. Sau hàng loạt biến cố khác, thế lực của Trần Tự Khánh ngày càng mạnh hơn, buộc vua Huệ Tông phải tính trở về dựa vào họ Trần. Cuối năm, Trần Tự Khánh dẫn binh đánh được Đinh Khả và Bùi Đô ở Đại Hoàng (Ninh Bình), chiếm luôn vùng đất này.
Năm 1216, Huệ Tông sách phong Ngự nữ Trần thị làm Thuận Trinh phu nhân (順貞夫人). Đàm thái hậu cho Trần Tự Khánh là kẻ phản trắc, nên ghét Trần Thị Dung, bảo vua đuổi bỏ đi, lại nhiều lần muốn làm hại, nhưng Huệ Tông đều che chở.
Trước sức ép muốn giết con dâu của Đàm Thái hậu, Huệ Tông cùng với phu nhân lẻn đi đến chỗ quân của Tự Khánh ở bãi Cửu Liên. Từ đấy, Huệ Tông lại dựa vào Trần Tự Khánh. Tự Khánh bèn phế bỏ vua mới Lý Nguyên Vương, tôn Huệ Tông là vua như cũ mà chuyên tâm bình định các thế lực: Nguyễn Nộn ở Bắc Giang, Hiển Tín vương Nguyễn Bát, Đoàn Văn Lôi và Đoàn Thượng ở Hồng châu và Hà Cao ở Qui Hóa (Yên Bái, Tuyên Quang).

#### Họ Trần nắm quyền
Cuối năm đó, mùa đông, Thuận Trinh phu nhân được sắc phong làm Hoàng hậu. Huệ Tông phong chức cho một loạt người họ Trần: Tự Khánh làm Thái úy phụ chính, anh trai Tự Khánh là Trần Thừa làm Nội thị phán thủ, tước Liệt hầu, Phùng Tá Chu làm Quan nội hầu; con trưởng của Trần Thừa là Trần Liễu (陳柳) làm Quan nội hầu, con trưởng của Thái úy Tự Khánh là Trần Hải (陳海) làm Hiển Đạo vương (顯道王).
Năm 1217, Đoàn Thượng quy phục triều đình, được ban làm Hồng vương, cai quản Hồng Châu. Từ đấy, họ Đoàn yên bình, tự gây lực lượng cát cứ. Cùng năm đó, các thế lực cát cứ ở Phong Châu, Hiển Tín vương Lý Bát cũng đều quy phục triều đình. Lúc này, Huệ Tông thường phát điên, tự xưng là Thiên tướng, cắm cờ ở búi tóc, cầm giáo và khiên múa may, đến khi mệt thì uống rượu ngủ li bì. Chính sự không quyết đoán, giao phó cả cho Trần Tự Khánh. Quyền lớn trong nước dần dần về tay họ Trần.
Năm 1218, Trần Thừa đem binh thuyền tiến đánh Nguyễn Nộn ở Bắc Giang. Ông cho người mở đê, để nước lan vào các thái ấp, rồi dùng binh thủy theo lối ấy mà đánh. Nộn thua to, chạy về Phù Ninh (Bắc Ninh). Năm đó, để yên Hồng châu, Trần Tự Khánh đưa em gái là Trần Tam Nương gả cho Hồng hầu là Đoàn Văn Lôi vốn là người có uy tín với người Hồng châu.
Năm 1219, các thủ lĩnh Phạm Dĩ (范以) và Hoàng Cá ở Nam Sách qua đời. Thuộc tướng là Nguyễn Lợi dâng thành cho Tự Khánh.
Năm 1220, Nguyễn Nộn tự xưng Hoài Đạo vương (怀道王), giữ hương Phù Đổng, dâng biểu xưng thần. Thái úy Tự Khánh phê chuẩn, từ đấy Bắc Giang không còn công khai đối kháng triều đình.
Năm đó, Thái úy Trần Tự Khánh cùng Trần Thừa đánh dẹp Hà Cao ở Qui Hóa. Ông chia làm 2 đạo quân, Trần Tự Khánh và Trần Thừa đi theo sông Qui Hóa; bộ tướng Lại Linh (赖靈) và Phan Cụ (潘埧) đi theo sông Tuyên Quang, nhưng Hà Cao cũng chia quân tiến đánh. Phan Cụ bị bộ tướng của Hà Cao là Nguyễn Nải chém chết. Nhưng Thái úy Tự Khánh đã bao vây thủ phủ của Hà Cao, khiến Cao và gia đình phải tự sát. Từ đấy lộ Thượng Nguyên (Bắc Cạn, Thái Nguyên) và sông Tam Đái (Vĩnh Phú) được dẹp yên.
Năm 1223, Thái úy Trần Tự Khánh qua đời, Huệ Tông lấy Trần Thừa làm Phụ quốc Thái úy, cho đặc quyền khi vào chầu không xưng tên. Lúc đó, Nguyễn Nộn lại bắt đầu mạnh lên, là mối nguy hại cho dòng họ Trần đang nắm giữ triều đình.
Sử thần Ngô Sĩ Liên nêu ý kiến về việc này:
...Năm đầu niên hiệu Kiến Gia, giặc cướp đua nhau nổi dậy, Huệ Tông nhu nhược không đánh dẹp được. Trần Tự Khánh vì cớ Huệ hậu bị thái hậu làm khổ mà đem quân phạm cửa khuyết xin đón xa giá. Đương lúc bấy giờ, lòng người không thể không ngờ vực, cho nên Huệ Tông có lệnh bắt Tự Khánh mà không bắt được. Tự Khánh muốn làm cho kỳ được mới nhiều lần làm kinh động đến vua, xa giá phải dời chỗ mấy lần, tội rõ ràng rồi. Nhưng mà Huệ Tông và Huệ hậu rốt cuộc phải nhờ Tự Khánh mới được yên, thì tội ấy không kể đến. Thế là việc tuy là trái nhưng tình thì thuận, sử chép không nêu lên nhưng thực cũng có nêu đấy. Nếu không thế thì chỉ là kẻ đầu sỏ giặc cướp mà thôi.

#### Chiêu Hoàng nhường ngôi
Năm 1224, bệnh của Huệ Tông ngày càng tăng mà không có con trai để nối nghiệp lớn, các công chúa đều được chia các lộ làm ấp thang mộc, ủy nhiệm cho một mình Chỉ huy sứ Trần Thủ Độ (陳守度) quản lĩnh các quân điện tiền hộ vệ cấm đình. Con gái thứ 2 là công chúa Chiêu Thánh được lập làm Hoàng thái nữ (皇太女), rồi làm Hoàng đế, sử gọi là Chiêu Hoàng đế (昭皇帝). Huệ Tông truyền ngôi trở thành Thái thượng hoàng, rồi xuất gia ở chùa Chân Giáo gọi là Huệ Quang thiền sư trong đại nội hoàng cung. Đàm thái hậu cũng theo ông vào đây xuất gia.
Điện tiền Chỉ huy sứ Trần Thủ Độ coi giữ mọi việc quân sự trong ngoài thành thị. Trần Cảnh (陳煚), con trai thứ của Trần Thừa được phong làm Chính thủ, cho hầu hạ gần gũi với Chiêu Hoàng, được Chiêu Hoàng yêu mến. Dưới sự sắp đặt của Trần Thủ Độ, Chiêu Hoàng lấy Trần Cảnh làm chồng, rồi đến tháng 12 âm lịch năm 1225 (đầu năm 1226), ngày mồng một Mậu Dần, Chiêu Hoàng mở hội lớn ở điện Thiên An, trút bỏ áo ngự mời Trần Cảnh lên ngôi Hoàng đế. Cha Trần Cảnh là Trần Thừa được tôn làm Thái thượng hoàng.
Ngôi nhà Lý chính thức chuyển sang nhà Trần. Nhà Lý kéo dài 216 năm với 9 đời vua. Không lâu sau, thượng hoàng Huệ Tông bị Trần Thủ Độ bức tự sát ở chùa Chân Giáo.

### Nhận định
Đời sau xem sử 3 đời vua Lý Thái Tổ, Lý Thái Tông, Lý Thánh Tông kế tục nhau, từ việc sửa trị, đánh dẹp các cát cứ trong nước tới việc diễu võ với phương Bắc, ra uy với phương Nam – những việc làm đó đều đặn thu được thành tựu, không hề thất bát, suy bại; vua sau đã thay nhưng vua trước như thể vẫn còn; nước Đại Cồ Việt trở thành Đại Việt tuần tự đi lên không bị suy sút, thua thiệt. Điều đó cho thấy một chính sách, tư tưởng nhất quán của các vua Lý. Cả ba vua đầu tiên của nhà Lý đều có tài văn võ kiêm toàn, kính Phật yêu dân, tuổi thọ cũng xấp xỉ nhau. 3 vị vua Lý này là những người đặt nền tảng cho một nhà Lý tồn tại bền vững hơn 200 năm, là triều đại đầu tiên truyền nối được lâu dài trong lịch sử Việt Nam, chấm dứt thời kỳ đất nước liên tục thay đổi, 6 dòng họ thay nhau cai trị thời thế kỷ X. Nhà Lý xác lập được bộ máy nhà nước phong kiến quy củ, nề nếp, đưa đất nước vào thời kỳ phát triển ổn định.
Lý Nhân Tông là vua trị vì lâu nhất trong lịch sử Việt Nam (56 năm). Võ công đánh bại cuộc xâm lăng của nhà Tống trên sông Như Nguyệt thời Lý Nhân Tông thực chất là của những người phụ chính mà đội ngũ này được trưởng thành dưới thời Thánh Tông, do Thánh Tông cất nhắc, trọng dụng. Người theo thuyết nhân quả của đạo Phật có thể cho rằng việc làm thất đức của Thái hậu Ỷ Lan (sát hại Hoàng thái hậu Thượng Dương và các cung nữ của Thánh Tông) khiến vua con phải trả giá tuyệt tự.
Từ thời Nhân Tông trở về sau, liên tiếp các vua Lý kế nghiệp đều thơ ấu, đó cũng là điều không may cho nhà Lý. Nhờ nền móng vững chắc do 3 đời vua đầu tiên xây dựng, cơ nghiệp nhà Lý tiếp tục được duy trì, nhưng các phụ chính đời sau như Đỗ Anh Vũ, Đỗ Kính Tu, Đàm Dĩ Mông không thể sánh được với Thái hậu Ỷ Lan, Lý Thường Kiệt, Lý Đạo Thành. Tô Hiến Thành tài năng nhưng không thể sống mãi để dìu dắt vua Cao Tông trở thành một vua Nhân Tông thứ hai. Sau khi Hiến Thành mất, nhà Lý trượt dốc không có ai đứng ra cứu vãn được. Tới khi họ Trần vào triều phụ chính, việc nhà Lý bị thay thế trở nên không đảo ngược được. Do nhà Nam Tống khi đó cũng đã yếu mòn nên suốt thời gian suy vong của nhà Lý tới khi chuyển ngôi cho nhà Trần, Đại Việt không bị nước láng giềng lớn ở phương Bắc nhòm ngó như các thời cuối Trần đầu Hồ và cuối Lê đầu Mạc sau này.

## Địa giới hành chính và hệ thống quan lại

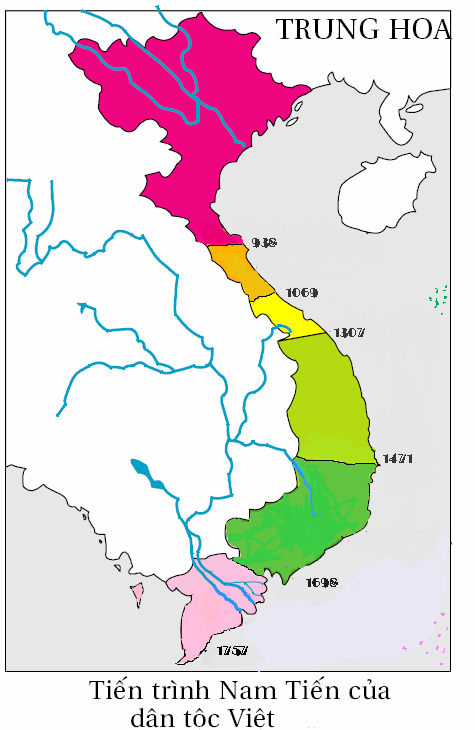
Vùng màu cam là lãnh thổ mở rộng về phía nam năm 1069 thời Lý Thánh Tông.

Nhà Lý thiết lập và lựa chọn thiết chế chính trị với đặc trưng riêng biệt, được các sử gia gọi là mô hình tập quyền thân dân, với thể chế quân chủ tập quyền mang nhiều điểm khác và vượt xa thời kỳ trước của các triều Ngô, Đinh, Tiền Lê. Cấp hành chính trung ương bao gồm 3 bộ phận chủ yếu, đó là:
- Các cơ quan giúp việc cho Hoàng đế: sảnh, Hàn lâm viện.
- Các cơ quan đầu não của triều đình: Khu mật viện, bộ.
- Các cơ quan giúp việc cho triều đình: viện, ty, cuộc.

Các chức Tướng công, Thái phó được Hoàng đế nhà Lý ban cho những người có nhiệm vụ trực tiếp điều khiển toàn bộ chính quyền. Phụ tá cho các thái phó là Tả Tham tri chính sự, Hữu Tham tri chính sự và Hành khiển. Phụ tá cho Thái phó còn có các cơ quan là Khu mật viện và bộ.
Địa giới phía bắc nước Đại Việt thời Lý bao gồm Bắc bộ Việt Nam hiện nay và một phần nhỏ của tỉnh Quảng Tây (Trung Quốc). Địa giới phía nam của nhà Lý khi mới thành lập chỉ tới khu vực Hà Tĩnh hiện nay. Năm 1069, Lý Thánh Tông đánh Chiêm Thành, buộc vua Chiêm là Chế Củ dâng 3 châu tương đương với tỉnh Quảng Bình và Quảng Trị hiện nay. Cương vực này được duy trì ổn định tới khi triều Lý kết thúc. Trên vùng lãnh thổ này, nhà Lý chia cả nước thành 24 đơn vị hành chính. Các cấp hành chính ở địa phương lần lượt từ cao xuống thấp là:
- Phủ, lộ, châu, trại.
- Huyện, hương, giáp, phường, sách, động.

Đứng đầu bộ máy hành chính của các phủ, lộ là Tri phủ, Phán phủ; của các châu là Tri châu; của các trại, đạo là Quan mục. Đứng đầu bộ máy hành chính của các huyện là Huyện lệnh. Dưới huyện là đơn vị giáp và thôn.

## Luật pháp

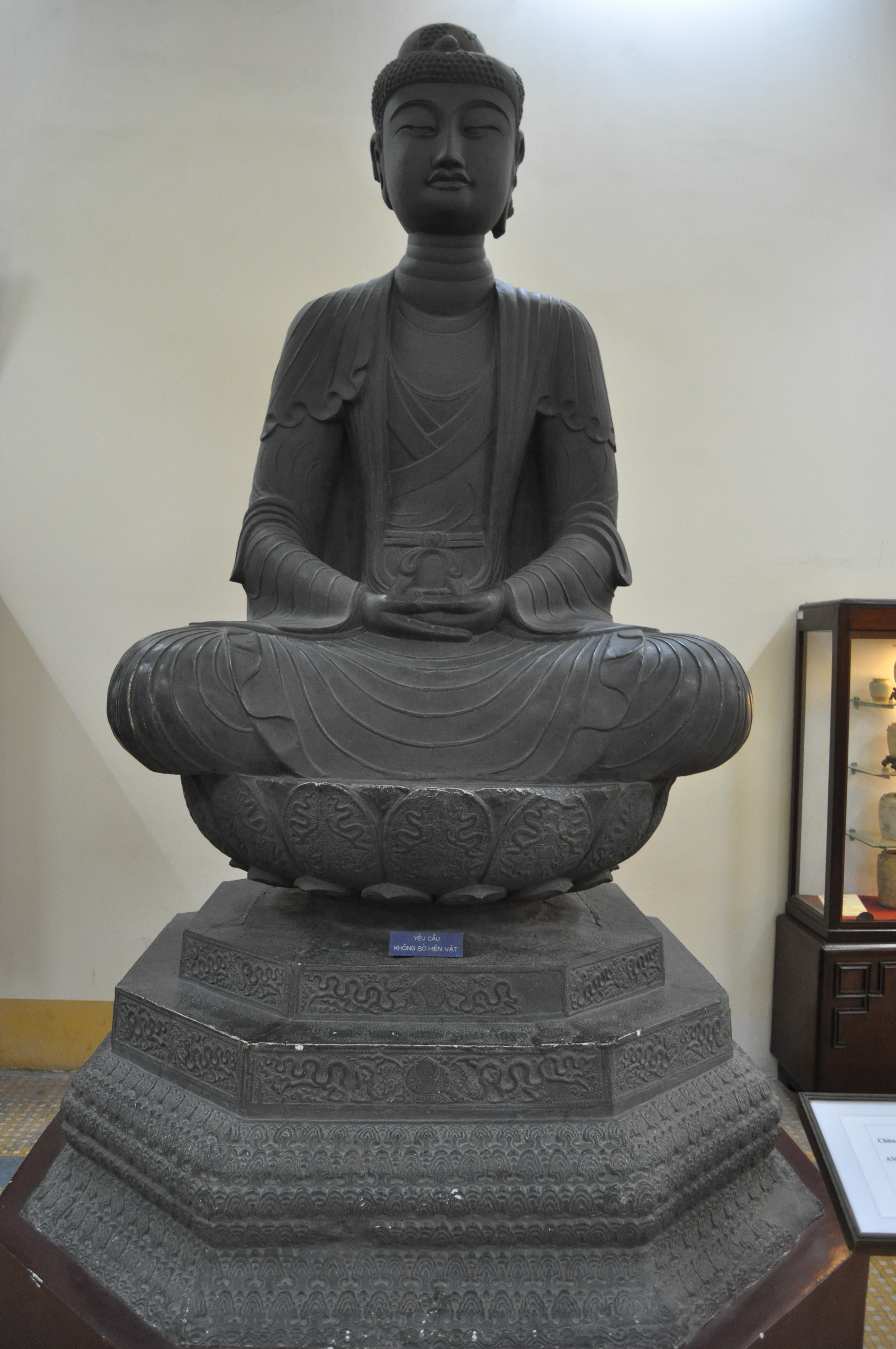
Tượng A-di-đà ở chùa Phật Tích, tạc năm 1057 thời Lý

Nhà Lý được xác định là nhà nước đầu tiên ở Việt Nam chính thức có hệ thống pháp luật từ khi giành độc lập sau thời Bắc thuộc mà thời nhà Ngô, nhà Đinh và nhà Tiền Lê trước đó chưa có.
Cơ quan chuyên trách pháp luật của nhà Lý là Bộ Hình và Thẩm hình viện. Đảm nhận chức vụ này thường là Á tướng kiêm nhiệm. Trong một số trường hợp, vua đích thân xử án.
Năm 1042, Lý Thái Tông ban hành sách Hình thư, đây là sách luật đầu tiên của một triều đại Việt Nam, có thể coi như tổng hợp của luật dân sự, luật hình sự, luật tố tụng hình sự và luật hôn nhân gia đình ngày nay. Hình thư gồm có 3 quyển, đã bị thất truyền sau thời kỳ phá hủy văn hóa Đại Việt của nhà Minh vào đầu thế kỷ XV.
Trừ 10 tội nặng gọi là thập ác (bất trung, bất hiếu, bất kính, bất nghĩa...), nhà Lý cho ban hành thể lệ chuộc tội: những người già trên 70 tuổi, trẻ con dưới 15 tuổi, người có nhược tật, những người họ nhà vua và người có công nếu phạm tội có thể chuộc tội bằng tiền, tùy theo tội nặng nhẹ thì nộp tiền với mức độ nhiều ít khác nhau.
Việc ra đời của Hình thư cũng như các cơ quan Bộ hình và Thẩm hình được xem là bước tiến trong việc tổ chức quản lý của nhà nước thời Lý, tuy hiệu lực vẫn còn hạn chế.
Do sự sùng bái đạo Phật của triều đại này mà các hình phạt nói chung không quá nghiêm khắc. Pháp luật bảo vệ nguồn thu nhập của triều đình, đảm bảo dân đinh là sức lao động chủ yếu mà triều đình sử dụng. Để đảm bảo sản xuất nông nghiệp, việc giết trâu bò được quy định chặt chẽ. Người giết trâu, bò bừa bãi không theo quy định bị xử tội nặng.
Pháp luật nhà Lý phản ánh và chấp nhận sự xuất hiện của chế độ tư hữu ruộng đất, chỉ rõ sự phân biệt đẳng cấp xã hội, trong đó quý tộc quan liêu được hưởng đặc quyền.

## Kinh tế

### Nông nghiệp
Kinh tế thời nhà Lý chủ yếu dựa vào nông nghiệp, vì thế trong suốt thời gian của triều đại này, có nhiều việc làm của các vua hay các chiếu chỉ liên quan đến vấn đề bảo vệ và phát triển nông nghiệp. Nhà Lý áp dụng chính sách ngụ binh ư nông, cho binh lính thay nhau về làm ruộng, có tác dụng phát triển sản xuất nông nghiệp, sức lao động không bị thiếu. Binh sĩ thay nhau nghỉ 1 tháng 1 lần về cày ruộng tự cấp.
Ruộng đất thời Lý gồm có ruộng công, ruộng tư và đặc biệt, do Phật giáo phát triển mạnh, có ảnh hưởng lớn trong đời sống chính trị - xã hội nên nhà chùa sở hữu một bộ phận ruộng đất (không thuộc ruộng công lẫn ruộng tư).

#### Ruộng công
Gồm có:
- Quốc khố điền là ruộng công của triều đình mà hoa lợi thu được sẽ dự trữ vào kho của vua để chi dùng cho hoàng cung.
- Đồn điền là ruộng đất hình thành từ việc khai hoang ven sông, ven biển thuộc đồng bằng sông Hồng, sông Mã, sông Lam.
- Ruộng tịch điền là loại ruộng do triều đình trực tiếp quản lý, hoa lợi dùng cho triều đình. Hằng năm, nhà Lý vẫn duy trì cày ruộng tịch điền là hình thức kế thừa từ thời Tiền Lê.
- Ruộng sơn lăng là loại ruộng dùng vào việc thờ phụng tổ tiên dòng họ nhà vua.
- Ruộng công làng xã là ruộng giao cho các làng xã quản lý, do những người lính nhàn thời bình về cày cấy.
- Ruộng thác đao và ấp thang mộc là ruộng ban thưởng cho quan lại, công thần. Nhưng loại ruộng này chỉ dành cho 1 đời công thần, không truyền được cho con cháu và công thần cũng chỉ được hưởng phần thuế thu từ ruộng đó[22].

#### Ruộng đất nhà chùa
Đất đai do nhà chùa quản lý, chiếm số lượng khá lớn.

#### Ruộng tư
Chế độ sở hữu ruộng tư thời Lý khá phổ biến và phát triển. Pháp luật cho phép các tầng lớp trong xã hội mua bán ruộng đất.
Việc đo đạc ruộng đất thời Lý đã xuất hiện, nhưng đơn vị đo lường tính chưa thống nhất; nơi tính theo mẫu, nơi tính bằng thước. Để phát triển nghề nông, triều đình đề ra những biện pháp như quy tập người tha hương trở về quê quán để đảm bảo sức lao động ở nông thôn; trị nặng tội ăn trộm và giết trâu bò bừa bãi....
Ngoài ra triều đình còn chú trọng việc trị thủy, đắp đê, nhất là vùng châu thổ sông Hồng. Năm 1077, Lý Nhân Tông ra lệnh đắp đê sông Như Nguyệt dài 67.380 bộ. Các công trình thủy lợi tiêu biểu thời Lý là việc đào sông Đản Nãi (Thanh Hóa) năm 1029, đào kênh Lãm (Ninh Bình) năm 1051, khơi sâu sông Lãnh Kinh năm 1089 và sông Tô Lịch năm 1192. Sử sách ghi nhận những năm được mùa lớn như: 1016, 1030, 1044, 1079, 1092, 1111, 1120, 1123, 1131, 1139, 1140.
Nhờ sự quan tâm phát triển nông nghiệp và làm thủy lợi của nhà Lý, nước Đại Việt có thế đứng và phát triển khá vững chắc, đời sống nhân dân tương đối ổn định.

### Thủ công nghiệp
Trong cung đình, những người thợ thủ công lao động cho triều đình gọi là thợ bách tác. Sản phẩm họ làm ra để phục vụ hoàng cung. Theo Đại Việt sử ký toàn thư, tháng 2 năm 1040, "vua Lý Thái Tông đã dạy cung nữ dệt được gấm vóc. Tháng ấy xuống chiếu phát hết gấm vóc của nước Tống ở trong kho ra để may áo ban cho các quan, từ ngũ phẩm trở lên thì áo bào bằng gấm, từ cửu phẩm trở lên thì áo bào bằng vóc, để tỏ là vua không dùng gấm vóc của nhà Tống nữa".
Trong dân gian, nghề chăn tằm ươm tơ, dệt lụa, làm đồ gốm, xây dựng đền đài, cung điện, nhà cửa rất phát triển. Ngoài ra, nghề làm đồ trang sức bằng vàng, bạc, nghề làm giấy, nghề in bảng gỗ, đúc đồng, rèn sắt, nhuộm vải, khai thác vàng lộ thiên đều được mở rộng. Có những công trình do bàn tay người thợ thủ công Đại Việt tạo dựng nên rất nổi tiếng như chuông Quy Điền, tháp Báo Thiên (Hà Nội) v.v...

### Thương nghiệp
Cảng Vân Đồn có vị trí rất quan trọng cho hoạt động ngoại thương, nằm trên trục hàng hải từ Trung Quốc xuống các nước Đông Nam Á vì thế rất thịnh vượng vùa trù phú. Ngoài ra, nơi này còn thuận lợi cho việc đỗ tàu thuyền. Ngoài Vân Đồn, vùng biển Diễn Châu cũng là nơi có hoạt động ngoại thương phát triển.
Các đối tác chủ yếu của Đại Việt là nhà Tống, nhà Kim, Tây Hạ, Chiêm Thành, Trảo Oa tức đảo Java, Lộ Lạc tức vương quốc Lavo, Chân Lạp - quốc gia vùng Mê Nam - Mê Nam, Tam Phật Tề tức Srivijaya ở đảo Sumatra, với vương quốc Đại Lý ở Vân Nam.
Tại vùng biên giới, những người dân tộc thiểu số cũng qua lại buôn bán với nhau. Theo sách Lĩnh ngoại đại đáp của Nam Tống, người Việt thời Lý thường sang Trung Quốc buôn bán qua hai ngả là trại Vĩnh Bình trên bộ, nằm ở biên giới với Ung Châu và đường biển là cảng châu Khâm và Liêm. Nhà Lý cũng thường cử sứ giả sang buôn bán, gọi là "đại cương". Nhà Lý cử sứ giả sang Trung Quốc ba lần để thống nhất cân đo, tạo điều kiện cho buôn bán.
Hàng hóa xuất khẩu của Đại Việt chủ yếu là thổ sản; hàng nhập khẩu bao gồm giấy, bút, tơ, vải, gấm. Các thương nhân Đại Việt thường mua trầm hương của Chiêm Thành để bán lại cho thương nhân người Tống.
Sách Đại Việt sử ký toàn thư chép: Năm 1149 tháng 2, thuyền buôn ba nước Trảo Oa (Java), Lộ Lạc (có thể là Lộ Hạc - La Hộc - Lavo ở Lopburi, Thái Lan, Lộ Hạc có khả năng là nước Locac được nhắc đến trong du ký của Marco Polo), Xiêm La vào Hải Đông (tỉnh Quảng Ninh ngày nay) xin cư trú buôn bán, bèn cho lập trang ở nơi hải đảo, gọi là Vân Đồn hay năm 1184 tháng 3, người buôn các nước Xiêm La và Tam Phật Tề (Srivijaya ở đảo Sumatra, được nhắc đến với tên Thất Lợi Phật Thệ từ thế kỷ VII và với tên Tâm Phật Tề từ thế kỷ V trong thư tịch Trung Quốc) vào trấn Vân Đồn dâng vật báu để xin buôn bán .

### Tiền tệ

Thuận Thiên đại bảo

Thương mại phát triển bước đầu, nhu cầu trao đổi hàng hóa trong nước ngày càng tăng. Nhà Lý đúc tiền bằng hợp kim đồng – giống như tiền lưu hành ở vùng Đông Nam Trung Quốc khi đó. Tuy nhiên, tiền do triều đình đúc ra không đáp ứng đủ nhu cầu lưu thông hàng hóa nên nhiều đồng tiền nhà Tống và thậm chí thời Đường vẫn được lưu hành trong nước.
Các nhà khảo cổ hiện nay phát hiện được sáu loại đồng tiền được xem là tiền do các vua nhà Lý phát hành: Thuận Thiên đại bảo, Minh Đạo thông bảo, Càn Phù nguyên bảo, Thiên Phù nguyên bảo, Thiên Cảm thông bảo, Thiên Tư thông bảo.

## Giáo dục, khoa cử

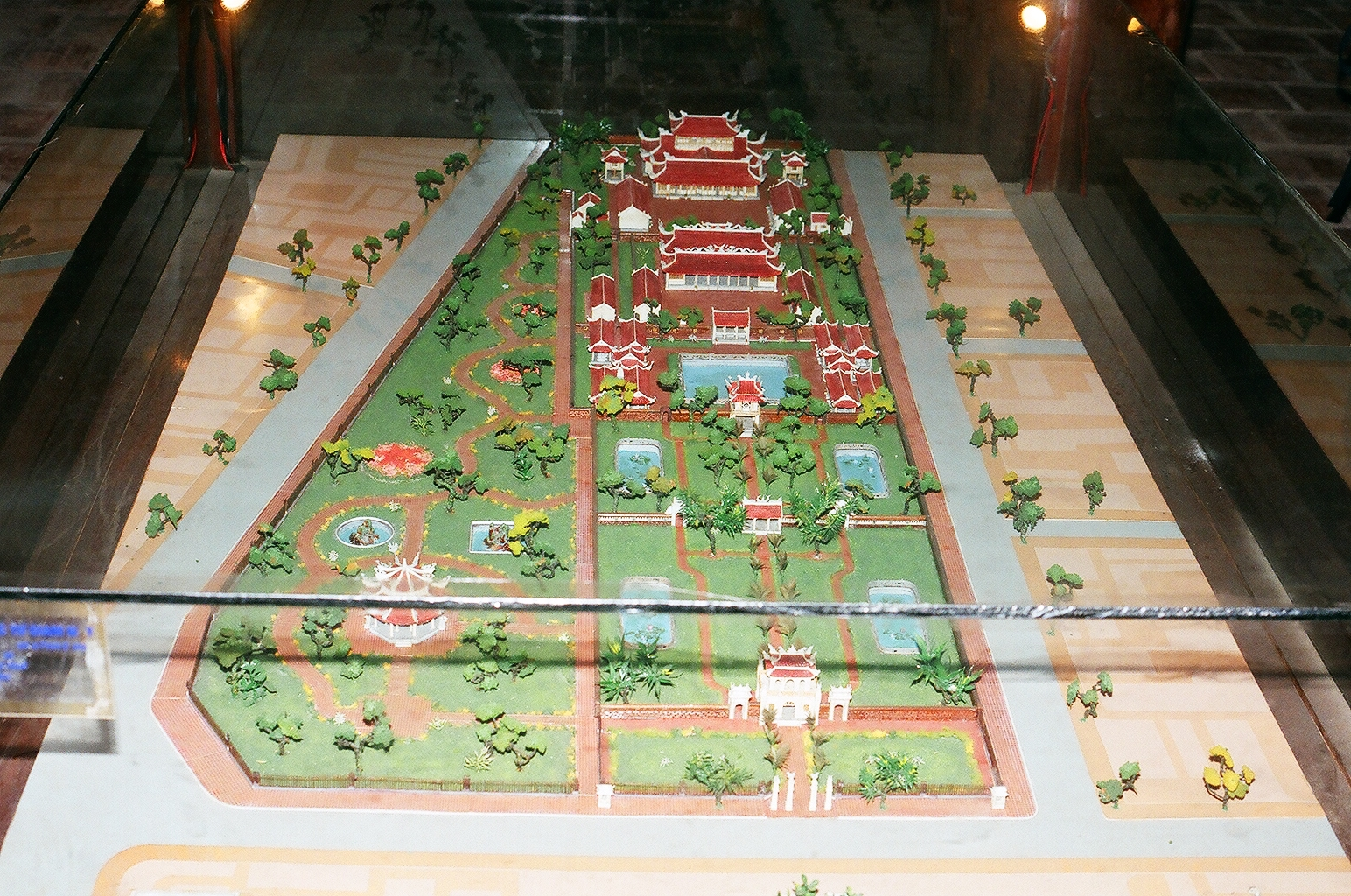
Kiến trúc quần thể Văn Miếu - Quốc Tử Giám ngày nay.

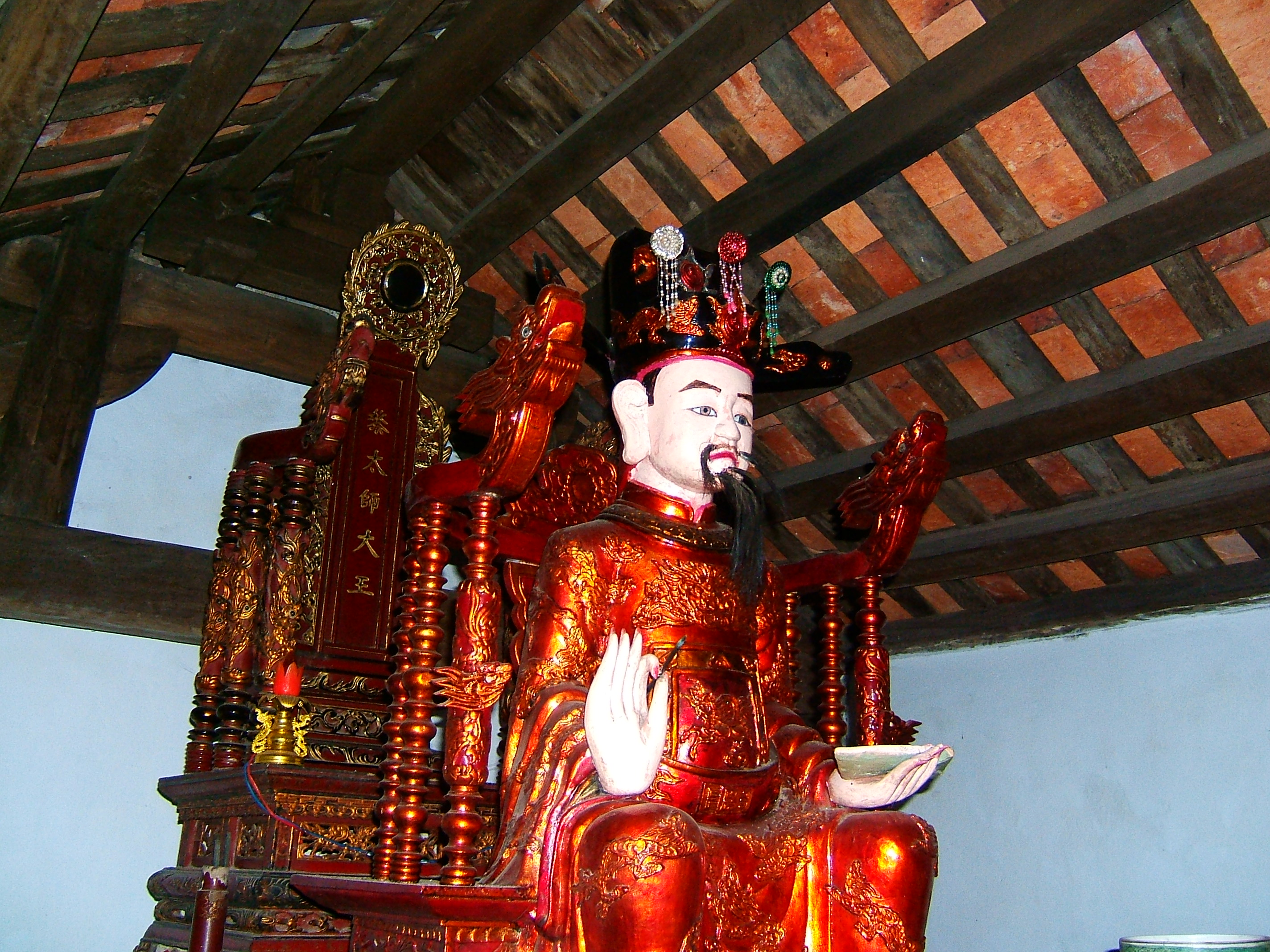
Tượng Thái sư Lê Văn Thịnh – thủ khoa đầu tiên của Việt Nam, trong đền thờ tại thôn xã Đông Cứu (Bắc Ninh).

Nhà Lý là triều đại phong kiến đầu tiên ở Việt Nam xác lập hệ thống giáo dục khoa cử có hệ thống.
Trường học tư đầu tiên được xác nhận là trường Bái Ân của Lý Công Ân – một tông thất nhà Lý không ra làm quan mà ở nhà dạy học. Tuy nhiên, trong những năm đầu, hệ thống trường học chưa nhiều. Do ảnh hưởng đậm nét của Phật giáo và một phần của Đạo giáo nên Nho giáo chưa có vị trí độc tôn như sau này. Các trường lớp còn dạy nhiều kiến thức về Phật giáo và Đạo giáo. Chữ viết chính thức trong giáo dục vẫn kế tục các đời trước là chữ Hán.
Năm 1070, Lý Thánh Tông cho xây dựng nhà Văn Miếu ở kinh thành Thăng Long, đắp tượng Khổng Tử, Chu Công, tứ phối 72 người hiền của đạo Nho. Năm 1076, vua Lý Nhân Tông lập ra Quốc Tử Giám. Tuy nhiên, các nhà nghiên cứu cho rằng Quốc Tử Giám chỉ là trường học công đầu tiên do triều đình chính thức đứng ra tổ chức, thể hiện sự quan tâm đối với việc học hành của hoàng tộc, còn trường học tư được hình thành trước đó.
Từ trung kỳ, nhà Lý đã coi trọng đạo Nho hơn trước, vì Nho giáo là học thuyết giải quyết được các mối quan hệ cơ bản (vua – tôi, cha – con, chồng - vợ, bằng hữu...) để thống nhất và quản lý xã hội.
Khoa thi đầu tiên được nhà Lý tổ chức vào tháng 2 năm 1075 thời vua Lý Nhân Tông. Lê Văn Thịnh đỗ đầu cùng hơn 10 người trúng tuyển. Ông trở thành Thủ khoa đầu tiên trong lịch sử Việt Nam. Việc mở khoa thi Nho giáo đầu tiên đánh dấu mốc về việc nhà Lý chính thức tuyển người theo Nho giáo làm quan bên cạnh tầng lớp quan lại thiên về kiến thức Phật giáo trước đó.
Các khoa thi đòi hỏi người ứng thí phải thông hiểu kiến thức cả ba đạo Nho, Phật và Lão mới có thể đỗ đạt. Việc tổ chức thi Tam giáo (Phật, Nho, Đạo) chính thức được thực hiện năm 1195 dưới triều vua Lý Cao Tông.
Sử sách ghi chép 9 khoa dưới triều Lý, trong đó có các khoa thi không ghi đầy đủ tên người đỗ. Các khoa thi không đều đặn theo định kỳ và các kỳ thi cũng chưa có cách thức nhất định.

## Tôn giáo

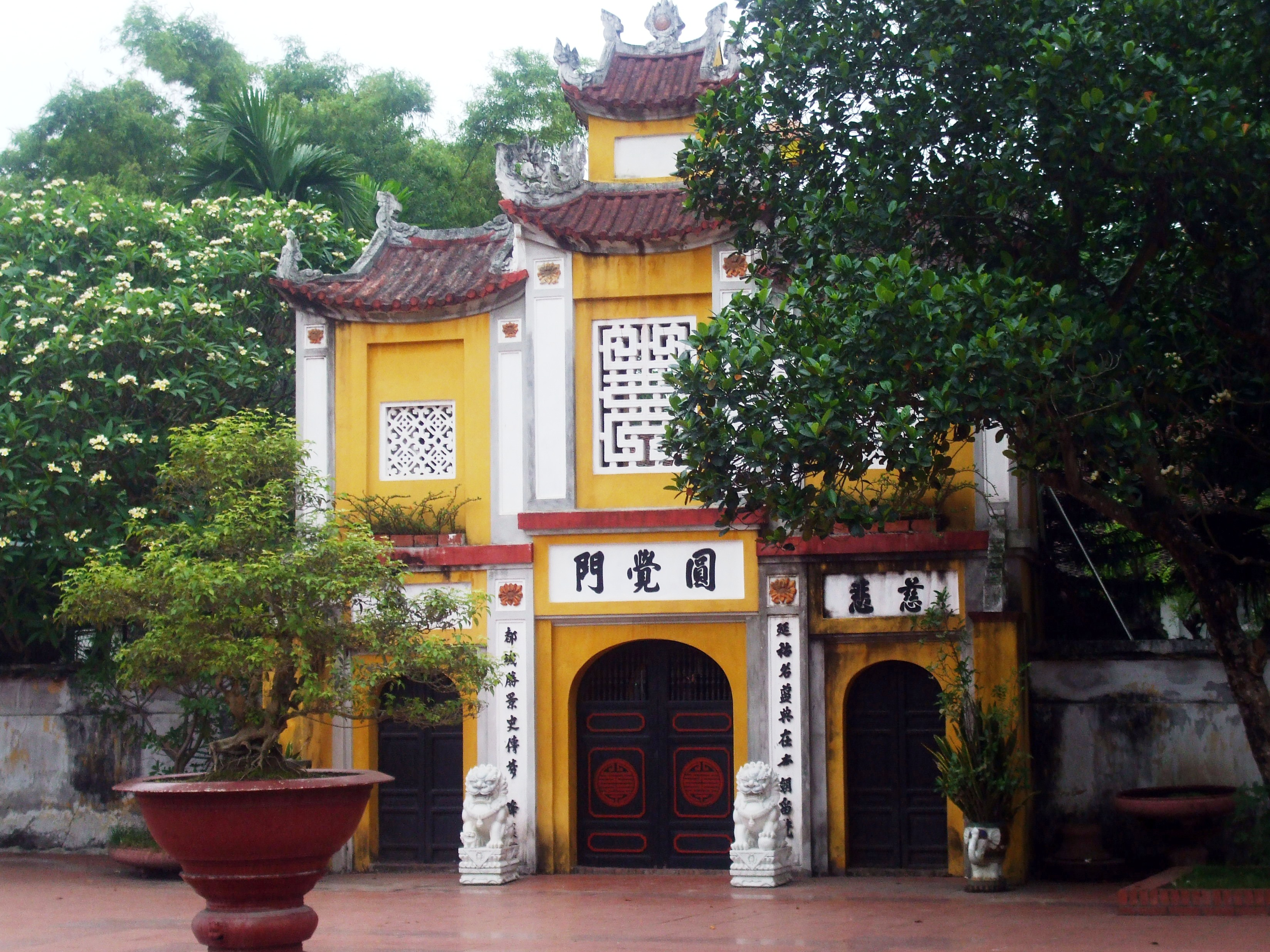
Cổng chùa Diên Hựu

Phật giáo về cơ bản là tôn giáo có ảnh hưởng nhiều nhất, ngoài ra Nho giáo và Đạo giáo cũng có tác động đến đời sống chính trị xã hội. Thời Lý có tư tưởng tam giáo đồng nguyên, coi trọng cả ba tôn giáo này.
Các vua Lý chú trọng xây dựng chùa chiền, đúc chuông, tô tượng, cử sứ sang Trung Quốc xin nhà Tống kinh Phật, biến các chùa thành nơi cầu đảo, làm lễ tạ ơn khi chiến thắng quân xâm lược, lễ đại xá... Các quý tộc và nhân dân cũng đóng góp xây dựng nhiều chùa ở các địa phương. Việc chú trọng xây dựng chùa thời Lý được sử gia Lê Văn Hưu thời Trần ghi nhận là "xây tường cao ngất, tạc cột chùa bằng đá, làm chùa thờ Phật lộng lẫy hơn cả cung điện của vua". Các chùa lớn và nổi tiếng là chùa Dâu, chùa Phật Tích, chùa Dạm (Bắc Ninh), chùa Long Đọi (Hà Nam), chùa Diên Hựu.
Giống như thời Đinh – Lê, nhiều nhà sư tham gia vào việc triều chính thời Lý, nhưng ảnh hưởng ít hơn trước. Họ chỉ đóng vai trò giáo hóa hoặc giảng kinh. Trong phạm vi tín ngưỡng và kỹ thuật, các vị cao tăng vẫn rất được xem trọng, được vua, hoàng tộc và các quan văn võ xem trọng như bậc thầy.
Từ thời Lý Thần Tông, các vua thường qua đời sớm, vua lên thay còn nhỏ, thái hậu buông rèm chấp chính. Sự sùng đạo Phật từ lúc này bị xem là trở thành mối dị đoan, bắt nhịp với Đạo giáo và tín ngưỡng cổ truyền. Tuy những mối dị đoan không làm ảnh hưởng tới chính trị, nhưng đủ làm bằng chứng về nhân tâm rối loạn, nhà chức trách bỏ phí thời gian vào việc hão huyền, việc thưởng phạt trong triều đình căn cứ vào những điều không chính đáng.
Nho giáo thời Lý nhìn chung phát triển nhưng chưa có điều kiện phát triển mạnh mẽ như các triều đại sau. Đạo giáo cũng có ảnh hưởng nhất định, thể hiện trong chế độ thi cử, yêu cầu các thí sinh hiểu biết cả ba tôn giáo Phật, Đạo và Nho mới có thể đỗ. Việc thi cử bằng tam giáo phản ánh tam giáo đồng nguyên vào thời Lý; trong đó Nho giáo là hệ tư tưởng dùng để quản lý xã hội, Phật giáo là quốc giáo, còn Đạo giáo có ảnh hưởng nhất định trong các tầng lớp dân cư.

## Văn học

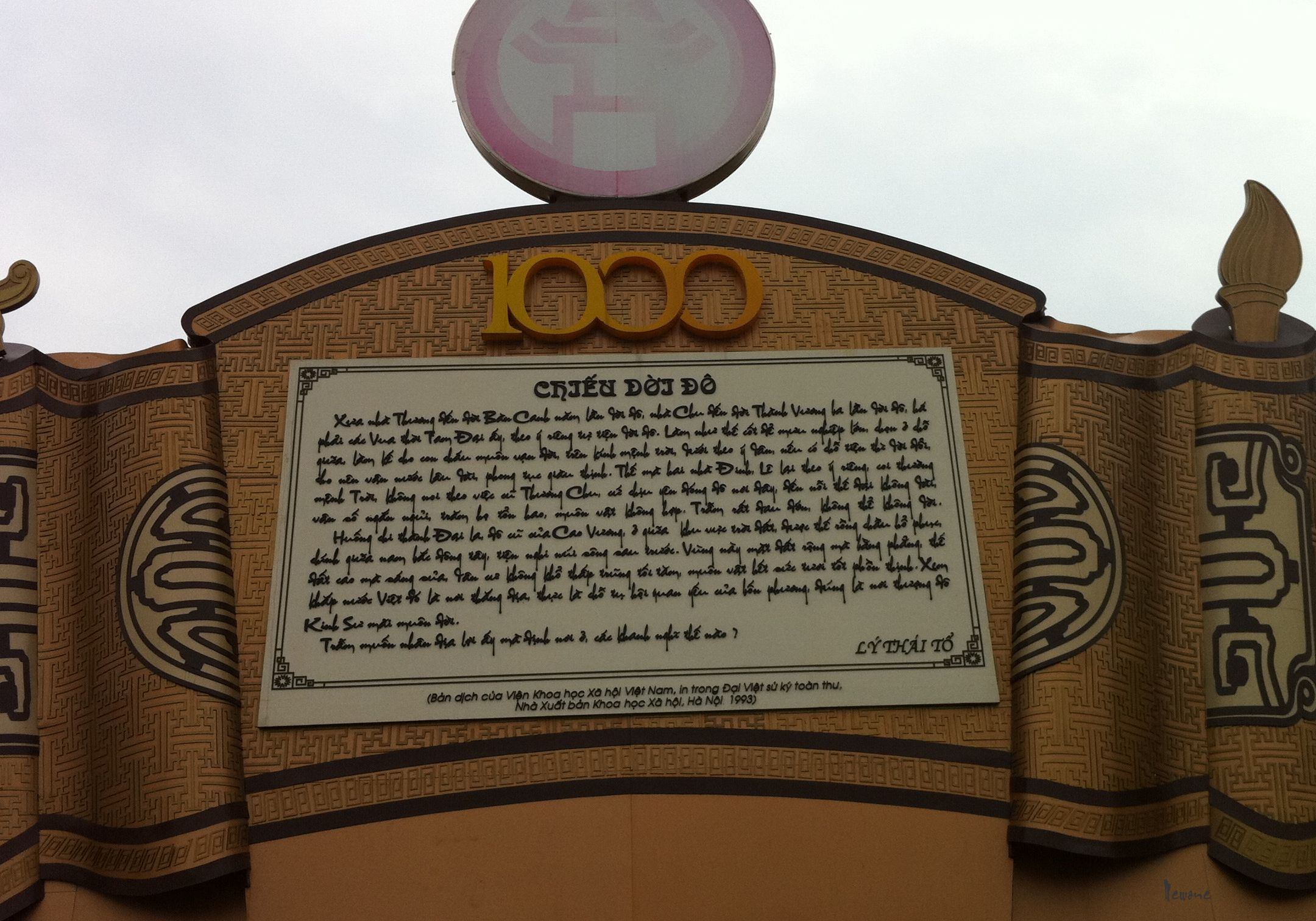
Chiếu dời đô - bản dịch của Viện Khoa học xã hội Việt Nam.

Ngay trong thế kỷ đầu tiên của thời Lý đã để lại trong di sản tinh thần của dân tộc Việt Nam ba áng thơ văn cô đọng mà gây được một ấn tượng về khí phách phi thường: đó là Chiếu dời đô (214 chữ), Phạt Tống lộ bố văn (148 chữ) và bài thơ Nam quốc sơn hà (28 chữ).
Trong thời Lý, thơ văn phát triển khá rầm rộ, có tới hàng trăm tác giả nhưng trải qua các cuộc chiến tranh, lụt lội, các sách vở đã bị hư hại nhiều, đặc biệt là chủ trương phá hủy văn hóa của nhà Minh thời kỳ đô hộ Đại Việt đã tịch thu hoặc tiêu hủy hầu hết chứng tích văn hóa thời nhà Lý. Một số văn bia các chùa còn lưu giữ các bài thơ, bài vịnh của thời này.
Tác phẩm đặc sắc thời này là Thiền Uyển tập anh, ghi lại hành trạng của 68 vị thiền sư cùng 77 bài thơ, bài kệ. Một số tác gia thời này như Thiền sư Viên Chiếu (999-1091), Thiền sư Không Lộ (?-1119)... và Hoàng thái hậu Ỷ Lan cũng được xếp trong hàng ngũ tác gia với bài kệ "Sắc không".

## Nghệ thuật

### Kiến trúc

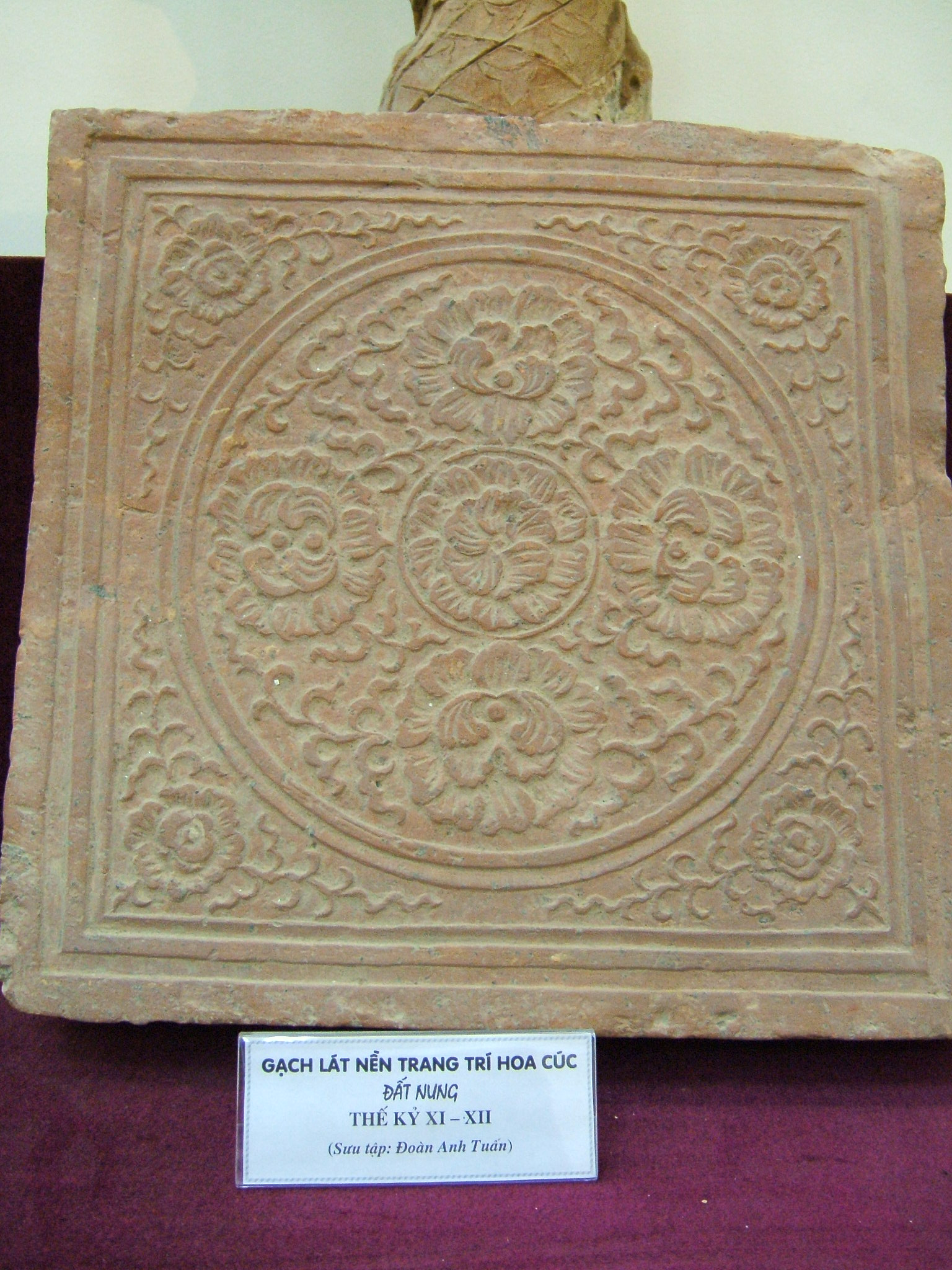
Gạch lát nền trang trí hoa cúc, thế kỷ XI-XII, được tìm thấy tại Thành cổ Hà Nội.

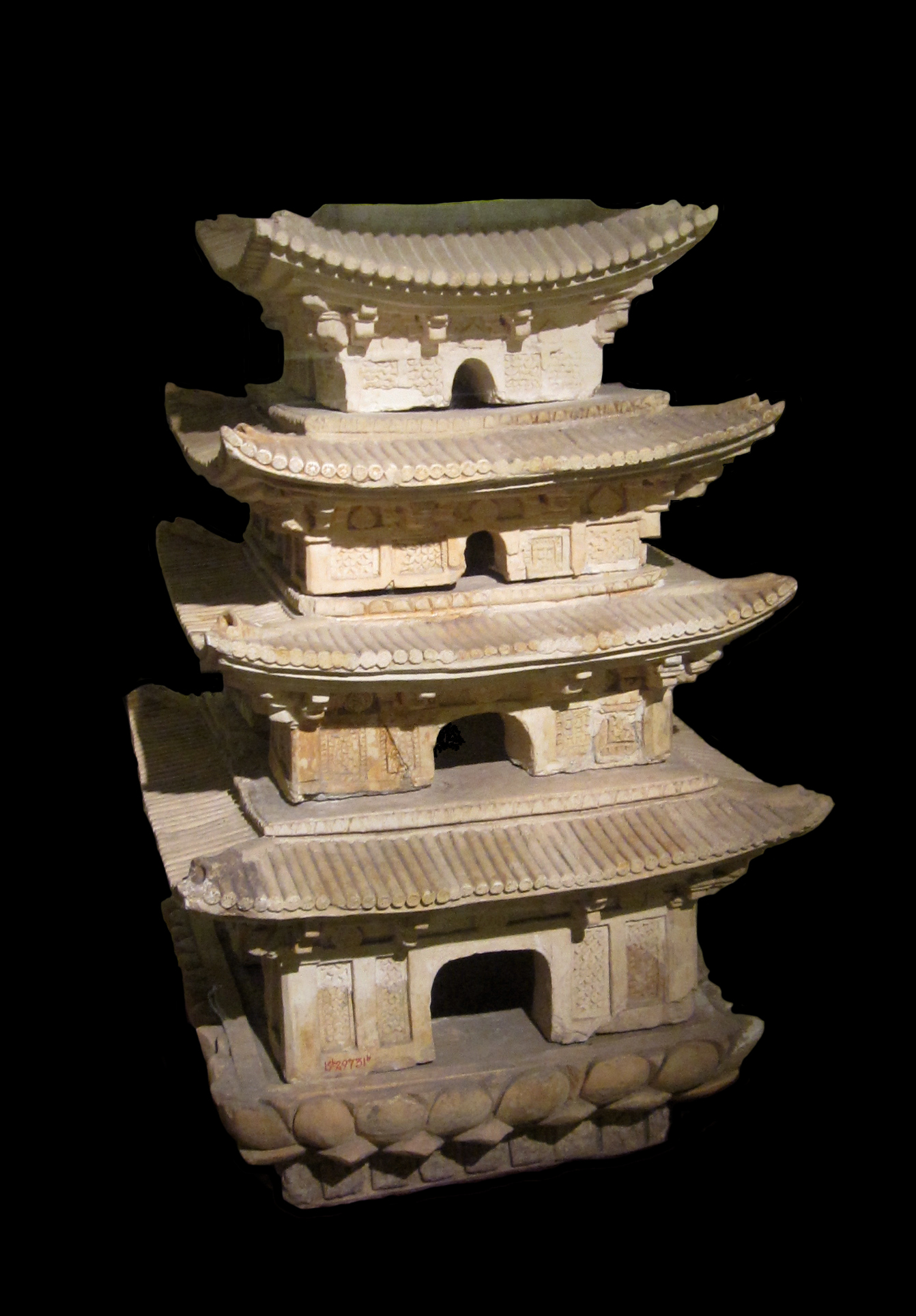
Mô hình tháp bằng đất nung thời Lý ở Viện Bảo tàng Lịch sử Việt Nam.

Những công trình kiến trúc chủ yếu thời kỳ này là kinh thành, cung điện, dinh thự các quan lại, lăng mộ vua chúa và đặc biệt là chùa chiền, đền miếu.
Sau khi lên ngôi, Lý Công Uẩn đã xây dựng kinh thành và các cung điện: phía trước dựng điện Càn Nguyên làm chỗ coi chầu, bên tả làm điện Tập Hiền, bên hữu dựng điện Giảng Võ; mở cửa Phi Long thông với cung Nghênh Xuân, cửa Đan Phượng thông với cửa Uy Viễn, hướng chính nam dựng điện Cao Minh, đều có 3 thềm rồng, trong thềm rồng có hành lang dẫn ra xung quanh bốn phía.
Nhà Lý cho xây dựng 36 cung, 49 điện ở khu trung tâm Cấm thành Thăng Long. Công trình Hoàng thành Thăng Long mang các đặc điểm: đẹp, công phu, phong phú, quy mô rộng lớn, trang trí rất tinh xảo, quy hoạch thống nhất và cân xứng. Các sử gia đánh giá kiến trúc Hoàng thành Thăng Long đánh dấu bước chuyển biến vượt bậc của nghệ thuật kiến trúc và quy hoạch kinh thành Thăng Long.
Do sự hưng thịnh của Phật giáo thời Lý, chùa chiền mọc lên khắp nơi, được chia làm 3 hạng: Đại, Trung và Tiểu danh lam. Nổi tiếng nhất là chùa Dâu, chùa Phật Tích, chùa Dạm (Bắc Ninh), chùa Long Đọi (Hà Nam), chùa Diên Hựu (chùa Một Cột).
Các chùa thường có tháp lớn như tháp Báo Thiên, tháp Phổ Minh, tháp Chiêu Ân, tháp Phật Tích, tháp Sùng Thiện Diên Linh, tháp Vạn Phong Thành Thiện... Ngoài chùa, nhà Lý còn xây dựng nhiều công trình khác như đền Đồng Cổ, lầu gác trên núi Cung vua, Văn Miếu - Quốc Tử Giám...

### Điêu khắc, đúc tượng
Nghệ thuật điêu khắc thời Lý được đánh giá là đạt tới đỉnh cao của nghệ thuật tạo hình dân tộc Việt, góp phần to lớn để sáng tạo ra giá trị của đỉnh cao văn hóa, văn minh thứ hai của người Việt phục hưng.
Nghệ thuật điêu khắc thời Lý gồm những công trình điêu khắc tinh tế với những tấm phù điêu mô típ hoa văn hoa cúc nhiều cánh, hoa sen, lá cây và đặc biệt là rồng giun mình trơn nằm gọn trong chiếc lá đề. Đặc điểm chung là chân thực, đơn giản, khỏe mạnh.
Nghệ thuật đúc chuông – tô tượng rất phổ biến. Nước Đại Việt có 4 công trình nghệ thuật bằng đồng nổi tiếng được gọi là "An Nam tứ đại khí" thì 3 trong số đó được tạo ra trong thời Lý là Tháp Báo Thiên, Chuông Quy Điền (chùa Một Cột – Hà Nội) và Tượng Phật Di Lặc chùa Quỳnh Lâm (Đông Triều, Quảng Ninh).
Các tượng người hay vật đều sinh động và có hồn; đường cong lớn và dày đặc, nét uyển chuyển mềm mại, dù làm bằng chất liệu nào. Bố cục các tác phẩm điêu khắc đẹp cân xứng, hài hòa.

### Âm nhạc
Ban đầu, nhạc Việt thời Lý chịu ảnh hưởng ít nhiều từ nhạc Chiêm Thành (mà nguồn gốc xa từ Tây Thiên tức Ấn Độ) qua những tù binh người Chiêm (cả nam lẫn nữ) bị bắt trong các cuộc nam chinh của nhà Lý. Sau đó, ảnh hưởng của nhạc Trung Quốc tăng dần. Nhạc cụ các nhạc công sử dụng thời Lý gồm có trống cơm, tiêu, não, sáo ngang, hồ gáo, đàn cầm, đàn tranh, đàn tỳ bà, đàn 7 dây, đàn 2 dây, đàn bầu...
Nền ca kịch Đại Việt bắt đầu từ thời Lý, do những người Hoa theo Đạo giáo sang dạy cho người Việt. Nhảy múa thường xuyên được tổ chức trong cung đình và trong dân gian. Nghệ thuật chèo cũng phổ biến, được giới quý tộc ham thích.

## Ngoại giao
Nhà Lý trong suốt thời đại của mình liên tục phải đối phó với những mưu đồ bành trướng, thôn tính hoặc cướp phá của các nước láng giềng như nhà Tống ở phía Bắc, Chiêm Thành, Chân Lạp ở phía Nam, Đại Lý ở Tây bắc hoặc những cuộc nổi loạn lẻ tẻ của các dân tộc thiểu số. Quan hệ với nhà Tống mang tính chất nước nhỏ thần phục nước lớn, tuy rằng trong giai đoạn khoảng những năm 1075-1076, Lý Thường Kiệt và Tông Đản đã từng đem quân tấn công nhà Tống ở các châu Ung, châu Khâm. Đại Lý không còn là một quốc gia hùng mạnh như trong giai đoạn thế kỷ VIII, thế kỷ IX nên các cuộc giao tranh mang tính chất lẻ tẻ và phần thua thông thường thuộc về người Đại Lý. Quan hệ với Chiêm Thành thì nhà Lý dường như lại đóng vai trò của một nước lớn. Quan hệ với Chân Lạp khá bình thường, với chính sách ngoại giao khá mềm dẻo, nhà Lý đã giữ vững và mở rộng được lãnh thổ của mình. Năm 1097, ban hành Hội Điển quy định các phép tắc chính trị.

### Với nhà Tống
Ngoài thời gian xảy ra chiến tranh 1075-1077, nhà Lý thường xuyên giữ quan hệ với nhà Tống. Hai bên cử sứ qua lại trong nhiều năm. Trừ sự kiện cha con họ Nùng, khi có các lực lượng gây rối vùng biên, hai bên có những hoạt động quân sự hỗ trợ nhau đánh dẹp và khi bắt được "tội phạm" thì người bên nào trả về cho nước ấy.
Năm 1164, Nam Tống công nhận Đại Việt là một nước độc lập với quốc hiệu ban cho vua Lý Anh Tông là An Nam Quốc vương. Đây là lần đầu tiên sau 225 năm kể từ khi Ngô Quyền giành được độc lập và xưng vương (939), vua Trung Quốc mới công nhận nền độc lập của Đại Việt. Trước đó các vua nhà Tống chỉ gọi các vua Việt là Giao Chỉ quận vương, xem đất Đại Việt chỉ là một quận của nhà Tống.

### Với nhà Kim
Có điều rất thú vị là nước Kim (nhà Kim) khi đó đang rất hùng mạnh ở miền bắc Trung Hoa, uy hiếp nước Nam Tống thường xuyên cũng rất tôn trọng Đại Việt. Sau khi đã có hòa bình với Nam Tống, năm 1168, Kim Thế Tông sai sứ giả vượt qua lãnh thổ Nam Tống đến nước Đại Việt và đó cũng là lần duy nhất nhà Kim có quan hệ ngoại giao với Đại Việt.
Cùng với sứ nhà Kim, sứ Nam Tống cũng đến Đại Việt lúc đó. Vua Lý Anh Tông sai các quan đón tiếp sứ giả cả hai nước chu đáo nhưng không cho đoàn sứ giả hai nước gặp nhau.

### Với Chiêm Thành và Chân Lạp
Đại Cồ Việt và sau này là Đại Việt đóng vai trò nước lớn trong quan hệ với Chiêm Thành và Chân Lạp. Hai nước này vẫn sai sứ sang tiến cống các động vật quý như voi, chim lạ... Nhưng quan hệ của Đại Việt với 2 nước này không thật sự ổn định, sử sách ghi lại nhiều vụ cướp phá ở vùng biên giới phía nam Đại Việt của hai nước này, nhưng đều bị đánh bại (xem phần quân sự).

## Quân sự

### Tổ chức quân đội
Quân đội thời Lý gồm hai bộ phận: cấm quân và quân địa phương.
- Cấm quân: là quân tuyển chọn từ những thanh niên khỏe mạnh trong cả nước, có nhiệm vụ bảo vệ vua và kinh thành.
- Quân địa phương: Tuyển chọn trong số thanh niên trai tráng ở các làng xã đến tuổi thành đinh (18 tuổi), có nhiệm vụ canh phòng các lộ, phủ.

Nhà Lý thi hành chính sách "ngụ binh ư nông" (gửi binh ở nhà nông), cho quân sĩ luân phiên về cày ruộng và thanh niên đăng ký tên vào sổ nhưng vẫn ở nhà sản xuất, khi cần triều đình sẽ điều động. Quân đội nhà Lý có quân bộ và quân thủy, kỉ luật nghiêm minh, được huấn luyện chu đáo; vũ khí trang bị cho quân đội gồm giáo mác, đao kiếm, cung nỏ, mắy bắn đá...

### Chiến tranh với các quốc gia lân cận

#### Đánh Tống ở Ung châu
Năm 1075, Vương An Thạch, Tể tướng nhà Tống, xúi vua Tống rằng nước Đại Việt bị quân Chiêm Thành đánh phá, quân còn sót lại không đầy vạn người, có thể dùng kế chiếm lấy được. (Có thuyết cho rằng, nhà Tống quyết định đánh Đại Việt để củng cố lại tinh thần của quân dân sau những thất bại trước quân Liêu-Hạ ở phía bắc). Vua Tống bèn dùng Thẩm Khởi và Lưu Di làm tri phủ Quế Châu ngầm dấy binh người Man động, đóng thuyền bè, tập thủy chiến, ngoài ra còn cấm các châu huyện không được mua bán với Đại Việt các mặt hàng chiến lược thời đó như sắt thép, trâu bò.
Vua nhà Lý biết tin, sai Lý Thường Kiệt và Tông Đản đem hơn 100.000 binh đi đánh; quân thủy và quân bộ đều tiến. Lý Thường Kiệt đánh các châu Khâm, Liêm; Tông Đản vây châu Ung. Đô giám Quảng Tây nhà Tống là Trương Thủ Tiết đem quân đến cứu. Lý Thường Kiệt đón đánh ở cửa ải Côn Lôn (nay là thành phố Nam Ninh, Khu tự trị Choang Quảng Tây) phá tan quân địch, chém Trương Thủ Tiết tại trận. Tri phủ Ung Châu là Tô Giám cố thủ không hàng. Quân Đại Việt đánh đến hơn 40 ngày, chồng bao đất trèo lên thành. Thành bị hạ. Tô Giám cho gia thuộc 36 người chết trước, chôn xác vào hố, rồi châm lửa tự đốt chết. Người trong thành không chịu hàng, quân Lý Thường Kiệt giết hết hơn 5 vạn người, cộng với số người chết ở các châu Khâm, Liêm thì đến hơn 100.000 người. Lý Thường Kiệt bắt sống người ba châu ấy đem về.

#### Chống Tống ở phòng tuyến sông Như Nguyệt

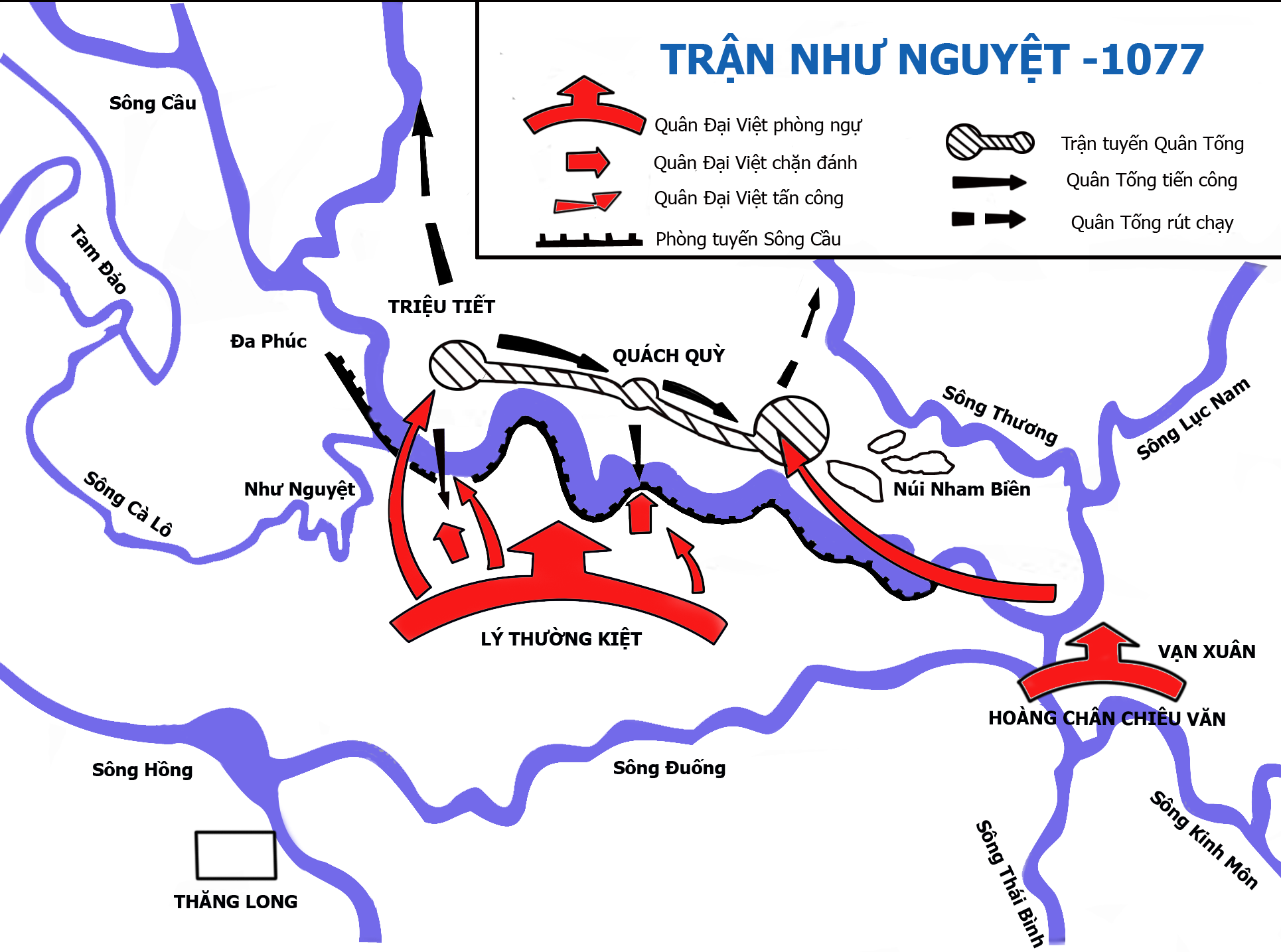
Bản đồ Trận Như Nguyệt.

Năm 1076 tháng 3, nhà Tống dùng Tuyên phủ sứ Quảng Nam (Quảng Đông - Quảng Tây ngày nay) là Quách Quỳ làm Chiêu thảo sứ, Triệu Tiết làm phó, đem quân 9 tướng, 10 vạn quân tinh nhuệ, 1 vạn ngựa chiến và 20 vạn dân phu, hợp với quân Chiêm Thành và quân Chân Lạp sang xâm chiếm nước Đại Việt. Quân nhà Tống tiến theo hai đường thủy, bộ vào Đại Việt. Đường thủy do Hòa Mâu chỉ huy; đường bộ do Quách Quỳ chỉ huy. Ở trên sông Vân Đồn (Quảng Ninh), Lý Kế Nguyên đã chặn đánh thủy binh nhà Tống, làm thất bại kế hoạch hội quân của họ. Lý Thường Kiệt đã lập phòng tuyến ở bờ nam sông Như Nguyệt hay còn gọi là sông Cầu hay sông Nguyệt Đức. Quân Tống đã nhiều lần cố gắng vượt sông nhưng đều thất bại. Quách Quỳ cho đóng quân ở bờ bắc sông Như Nguyệt và chuyển sang phòng ngự nhằm chờ thời cơ. Một đêm quân sĩ chợt nghe ở trong đền Trương tướng quân (Trương Hống và Trương Hát: hai vị tướng đánh giặc giỏi của Triệu Quang Phục) có tiếng đọc to bài thơ thần mà tác giả chính là Lý Thường Kiệt:
| Nam quốc sơn hà Nam đế cư Tiệt nhiên định phận tại thiên thư Như hà nghịch lỗ lai xâm phạm? Nhữ đẳng hành khan thủ bại hư! | Tạm dịch Sông núi nước Nam Đế Nam ở Rành rành định phận ở sách trời Cớ sao lũ giặc sang xâm phạm Chúng bay sẽ bị đánh tơi bời |

Bài thơ này có tác dụng khích lệ tinh thần chiến đấu của quân Đại Việt, tạo ra lòng tin rằng họ đang được thần linh giúp đỡ, đồng thời làm hoang mang quân nhà Tống. Khi quân nhà Tống đã lâm vào thế yếu, Lý Thường Kiệt đã chủ động giảng hòa để quan hệ Tống-Việt sau đó có thể trở lại bình thường.
Khi rút quân, Quách Quỳ đã tranh thủ chiếm đoạt luôn châu Quảng Nguyên (Lạng Sơn và Cao Bằng ngày nay). Sau này, Thái sư Lê Văn Thịnh đã lấy lại châu Quảng Nguyên, nơi có nhiều mỏ kim loại quý, bằng phương pháp hòa bình là ngoại giao và tặng voi cho vua Tống. Người Tống cho rằng vua Tống mắc sai lầm để "mất" châu Quảng Nguyên có nhiều mỏ vàng nên đặt ra câu:
Bởi tham voi Giao Chỉ
Để mất vàng Quảng Nguyên

#### Chiến tranh với Chiêm Thành
Trong triều đại nhà Lý, tổng cộng có khoảng 10 lần (1020, 1043, 1044, 1069, 1075, 1104, 1132, 1167, 1216, 1218) các vua hay các quan lại cao cấp như Lý Thường Kiệt, Tô Hiến Thành,... đã đem quân đi đánh Chiêm Thành. Sau mỗi lần đánh, vua Chiêm Thành lại cầu hòa, cử người sang cống nhưng sau đó lại chống đối.
Sự kiện lớn nhất là vào năm 1069, Chiêm Thành đem quân ra cướp phá vùng Nghệ An - Hà Tĩnh. Vua Lý Thánh Tông thân chinh dẫn 10 vạn quân nam chinh vào tận kinh đô Chiêm Thành đánh bại và bắt được vua Chiêm đưa về Thăng Long, để được tha, vua Chiêm và triều đình Chiêm Thành đã cắt phần đất phía Bắc dâng cho Đại Việt là vùng đất Quảng Bình và bắc Quảng Trị ngày nay, sau sự kiện này biên giới phía nam của Đại Việt lần đầu tiên tiến đến sông Thạch Hãn (Quảng Trị).
Nhưng có sử gia cho rằng tới giai đoạn lịch sử này cuộc bình Chiêm chẳng phải riêng vì việc đoạn tuyệt giao hiếu, mà do Đại Việt bắt đầu thi hành chính sách đế quốc, dựa vào chỗ Chiêm có tinh thần bất khuất đối với Đại Việt và lại lén lút thần phục nhà Tống.

#### Chiến tranh với Chân Lạp
Nước Chân Lạp ở xa phía nam (dưới nước Chiêm Thành), nhưng cũng từng có chiến tranh với Đại Việt. Đại Việt sử ký toàn thư có chép sự kiện tháng Giêng, ngày Giáp Dần, năm Mậu Thân (tức 2 tháng 3 năm 1128), 2 vạn người Chân Lạp vào cướp bến Ba Đầu ở châu Nghệ An. Lý Thần Tông sai Nhập nội Thái phó Lý Công Bình đem quân đánh dẹp. Chưa đến 10 ngày sau (ngày Quý Hợi), quân Chân Lạp bị đánh tan. Tháng 8 năm đó, người Chân Lạp lại vào cướp hương Đỗ Gia ở châu Nghệ An, có đến hơn 700 chiếc thuyền. Vua sai Nguyễn Hà Viêm và Dương Ổ đem quân dẹp được.
Cuối năm đó, châu Nghệ An đệ tâu một phong quốc thư của nước Chân Lạp, xin sai người sang sứ. Tuy nhiên, Lý Thần Tông đã không trả lời.
Tháng 8 năm 1132, quân Chân Lạp và Chiêm Thành vào cướp phá Nghệ An. Thần Tông sai quan Thái úy Dương Anh Nhị đánh thắng được quân hai nước. Sang năm 1134, hai nước phải đến tiến cống. Tháng 9 năm 1136, tướng Chân Lạp là Tô Phá Lăng lại mang quân vào cướp phá Nghệ An. Thần Tông sai quan Thái phó là Lý Công Bình đi đánh bại quân Chân Lạp.
Tháng 9 năm 1150, quân Chân Lạp lại đánh cướp châu Nghệ An, đến núi Vụ Thấp gặp nắng nóng ẩm thấp, phần nhiều chết vì lam chướng nên tự tan vỡ.

## Đền thờ

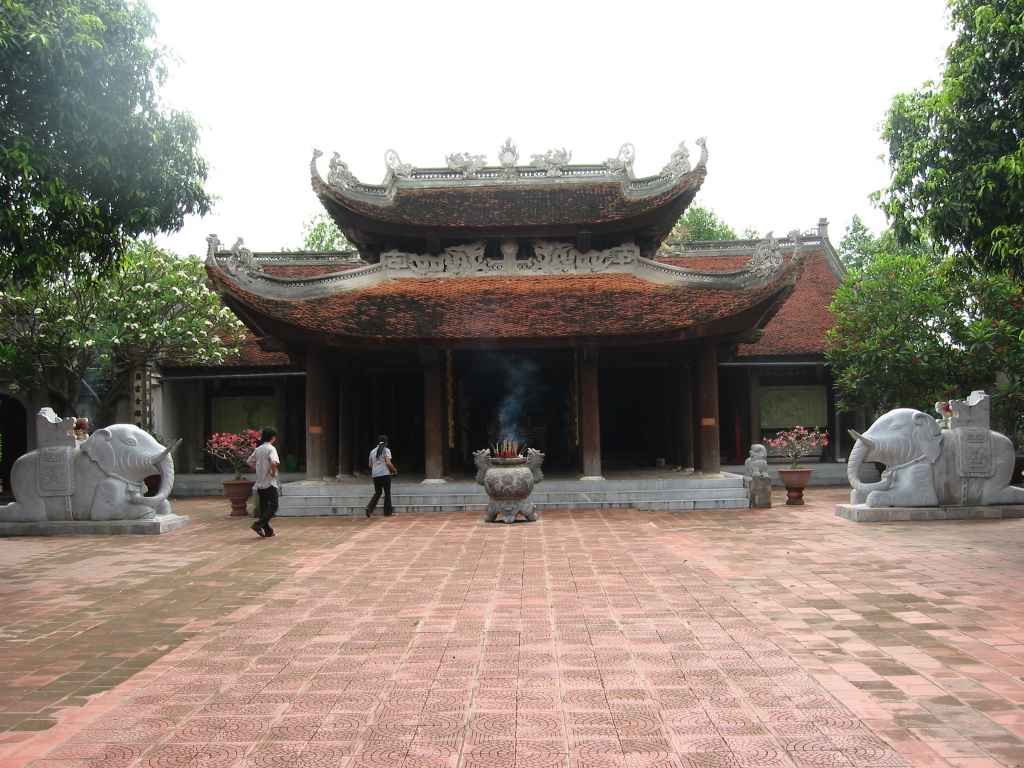
Đền Lý Bát Đế, tục gọi là Đền Đô, thờ các vua nhà Lý.

Hiện nay, 8 vị hoàng đế nhà Lý (Lý Bát Đế) được thờ tại Đền Đô thuộc Phố Cổ Pháp, phường Đình Bảng, thành phố Từ Sơn, tỉnh Bắc Ninh. Đền nằm cách thủ đô Hà Nội gần 20 km về phía Bắc, thuộc địa phận hương Cổ Pháp, châu Cổ Pháp (làng Đình Bảng, thành phố Từ Sơn, tỉnh Bắc Ninh) nên còn gọi là đền Cổ Pháp.
Đền Lý Bát Đế được khởi công xây dựng từ ngày 3 tháng 3 năm Canh Ngọ (1030) bởi Lý Thái Tông, khi vị hoàng đế này về quê làm giỗ cho Thái Tổ Hoàng đế. Sau này, đền được nhiều lần trùng tu và mở rộng. Lần trùng tu lớn nhất là vào năm thứ hai niên hiệu Hoàng Định của Lê Kính Tông (1602), khắc văn bia ghi lại công đức của các vị hoàng đế triều Lý.
Các vị hoàng đế được thờ ở đây: 
- Lý Thái Tổ, tên húy Lý Công Uẩn.
- Lý Thái Tông, tên húy Lý Phật Mã.
- Lý Thánh Tông, tên húy Lý Nhật Tôn.
- Lý Nhân Tông, tên húy Lý Càn Đức.
- Lý Thần Tông, tên húy Lý Dương Hoán.
- Lý Anh Tông, tên húy Lý Thiên Tộ.
- Lý Cao Tông, tên húy Lý Long Cán.
- Lý Huệ Tông, tên húy Lý Hạo Sảm.

Nữ hoàng đế Lý Chiêu Hoàng không được đưa vào đền thờ vì bị coi là đã có tội làm ngôi vị rơi vào tay họ Trần. Dân xây miếu thờ bà riêng một chỗ khác.

## Danh sách vua
Nhà Lý trải qua tổng cộng 11 đời vua, trong đó có 9 vị vua được sử đương thời công nhận và đặt miếu hiệu, 2 vị vua còn lại bị buộc thoái vị trong các thời điểm loạn lạc khác nhau.
| Miếu hiệu   | Tên húy         | Năm sinh - Năm mất | Thời gian trị vì | Niên hiệu | Dòng thời gian |
| ----------- | --------------- | ------------------ | ---------------- | --- | -------------- |
| Thái Tổ     | Lý Công Uẩn     | 974 - 1028         | 1009 - 1028      | - Thuận Thiên (1010–1028) |                |
| Thái Tông   | Lý Phật Mã      | 1000 - 1054        | 1028 - 1054      | - Thiên Thành (1028- 1033) - Thông Thụy (1034 - 1038) - Càn Phù Hữu Đạo (1039 - 1041) - Minh Đạo (1042 - 1043) - Thiên Cảm Thánh Vũ (1044 - 1048) - Sùng Hưng Đại Bảo (1049 - 1054)                                                                |                |
| Thánh Tông  | Lý Nhật Tôn     | 1023 - 1072        | 1054 - 1072      | - Long Thụy Thái Bình (1054 - 1058) - Thiên Thánh Gia Khánh (1059 - 1065) - Long Chương Thiên Tự (1066 - 1068) - Thiên Thống Bảo Tượng (1068 - 1069) - Thần Vũ (1069 - 1072)                                                                       |                |
| Nhân Tông   | Lý Càn Đức      | 1066 - 1128        | 1072 - 1128      | - Thái Ninh (1072 - 1076) - Anh Vũ Chiêu Thắng (1076 - 1084) - Quảng Hựu (1085 - 1092) - Hội Phong (1092 - 1100) - Long Phù (1101 - 1109) - Hội Tường Đại Khánh (1110 - 1119) - Thiên Phù Duệ Vũ (1120 - 1126) - Thiên Phù Khánh Thọ (1127 - 1127) |                |
| Thần Tông   | Lý Dương Hoán   | 1116 - 1138        | 1128 - 1138      | - Thiên Thuận (1128 - 1132) - Thiên Chương Bảo Tự (1133 - 1138) |                |
| Anh Tông    | Lý Thiên Tộ     | 1136 - 1175        | 1138 - 1175      | - Thiệu Minh (1138 - 1139) - Đại Định (1140 - 1162) - Chính Long Bảo Ứng (1163 - 1173) - Thiên Cảm Chí Bảo (1174 - 1175) |                |
| Cao Tông    | Lý Long Trát    | 1173 - 1210        | 1175 - 1210      | - Trinh Phù (1176 - 1185) - Thiên Tư Gia Thụy (1186 - 1201) - Thiên Gia Bảo Hựu (1202 - 1204) - Trị Bình Long Ứng (1205 - 1210) |                |
|             | Lý Thẩm         | ? - ?              | 1209             | không có |                |
| Huệ Tông    | Lý Hạo Sảm      | 1194 - 1226        | 1210 - 1224      | - Kiến Gia 1210 - 1226 |                |
|             | Lý Nguyên Hoàng | ? - 1221           | 1214 - 1216      | - Càn Ninh 1214 1216 |                |
| Chiêu Hoàng | Lý Phật Kim     | 1218 - 1278        | 1224 - 1225      | - Thiên Chương Hữu Đạo 1224 - 1225 |                |

## Thế phả
|  |  |  |  |  |  |  |  |                                        |                                        |                                        |                                        |                                        |                                        |  |  |                                              |                                              |                                              |                                              |                                              |                                              |  |  |                                                                        |                                                                        |                                                                        |                                                                        |                                                                        |                                                                        |         |  |                                                |                                                |                                                |                                                |                                                |                                                |  |  |  |  |  |  |  |  |  |  |  |  |
|  |  |  |  |  |  |  |  |                                        |                                        |                                        |                                        |                                        |                                        |  |  |                                              |                                              |                                              |                                              |                                              |                                              |  |  | Vua nhà Lý                                                             | Vua nhà Lý                                                             | Vua nhà Lý                                                             | Vua nhà Lý                                                             | Vua nhà Lý                                                             | Vua nhà Lý                                                             |         |  | không được công nhận                           | không được công nhận                           | không được công nhận                           | không được công nhận                           | không được công nhận                           | không được công nhận                           |  |  |  |  |  |  |  |  |  |  |  |  |
|  |  |  |  |  |  |  |  |                                        |                                        |                                        |                                        |                                        |                                        |  |  |                                              |                                              |                                              |                                              |                                              |                                              |  |  | Vua nhà Lý                                                             | Vua nhà Lý                                                             | Vua nhà Lý                                                             | Vua nhà Lý                                                             | Vua nhà Lý                                                             | Vua nhà Lý                                                             | kết hôn |  | không được công nhận                           | không được công nhận                           | không được công nhận                           | không được công nhận                           | không được công nhận                           | không được công nhận                           |  |  |  |  |  |  |  |  |  |  |  |  |
|  |  |  |  |  |  |  |  |                                        |                                        |                                        |                                        |                                        |                                        |  |  |                                              |                                              |                                              |                                              |                                              |                                              |  |  |                                                                        |                                                                        |                                                                        |                                                                        |                                                                        |                                                                        |         |  |                                                |                                                |                                                |                                                |                                                |                                                |  |  |  |  |  |  |  |  |  |  |  |  |
|  |  |  |  |  |  |  |  |                                        |                                        |                                        |                                        |                                        |                                        |  |  |                                              |                                              |                                              |                                              |                                              |                                              |  |  |                                                                        |                                                                        |                                                                        |                                                                        | nhận nuôi                                                              |                                                                        |         |  |                                                |                                                |                                                |                                                |                                                |                                                |  |  |  |  |  |  |  |  |  |  |  |  |
|  |  |  |  |  |  |  |  |                                        |                                        |                                        |                                        |                                        |                                        |  |  |                                              |                                              |                                              |                                              |                                              |                                              |  |  |                                                                        |                                                                        |                                                                        |                                                                        | nữ giới                                                                |                                                                        |         |  |                                                |                                                |                                                |                                                |                                                |                                                |  |  |  |  |  |  |  |  |  |  |  |  |
|  |  |  |  |  |  |  |  |                                        |                                        |                                        |                                        |                                        |                                        |  |  | (1)Thái Tổ Lý Công Uẩn 974-1009-1028         |                                              |                                              |                                              |                                              |                                              |  |  |                                                                        |                                                                        |                                                                        |                                                                        |                                                                        |                                                                        |         |  |                                                |                                                |                                                |                                                |                                                |                                                |  |  |  |  |  |  |  |  |  |  |  |  |
|  |  |  |  |  |  |  |  |                                        |                                        |                                        |                                        |                                        |                                        |  |  |                                              |                                              |                                              |                                              |                                              |                                              |  |  |                                                                        |                                                                        |                                                                        |                                                                        |                                                                        |                                                                        |         |  |                                                |                                                |                                                |                                                |                                                |                                                |  |  |  |  |  |  |  |  |  |  |  |  |
|  |  |  |  |  |  |  |  |                                        |                                        |                                        |                                        |                                        |                                        |  |  | (2)Thái Tông Lý Phật Mã 1000-1028-1054       |                                              |                                              |                                              |                                              |                                              |  |  |                                                                        |                                                                        |                                                                        |                                                                        |                                                                        |                                                                        |         |  |                                                |                                                |                                                |                                                |                                                |                                                |  |  |  |  |  |  |  |  |  |  |  |  |
|  |  |  |  |  |  |  |  |                                        |                                        |                                        |                                        |                                        |                                        |  |  |                                              |                                              |                                              |                                              |                                              |                                              |  |  |                                                                        |                                                                        |                                                                        |                                                                        |                                                                        |                                                                        |         |  |                                                |                                                |                                                |                                                |                                                |                                                |  |  |  |  |  |  |  |  |  |  |  |  |
|  |  |  |  |  |  |  |  |                                        |                                        |                                        |                                        |                                        |                                        |  |  | (3)Thánh Tông Lý Nhật Tôn 1023-1054-1072     |                                              |                                              |                                              |                                              |                                              |  |  |                                                                        |                                                                        |                                                                        |                                                                        |                                                                        |                                                                        |         |  |                                                |                                                |                                                |                                                |                                                |                                                |  |  |  |  |  |  |  |  |  |  |  |  |
|  |  |  |  |  |  |  |  |                                        |                                        |                                        |                                        |                                        |                                        |  |  |                                              |                                              |                                              |                                              |                                              |                                              |  |  |                                                                        |                                                                        |                                                                        |                                                                        |                                                                        |                                                                        |         |  |                                                |                                                |                                                |                                                |                                                |                                                |  |  |  |  |  |  |  |  |  |  |  |  |
|  |  |  |  |  |  |  |  |                                        |                                        |                                        |                                        |                                        |                                        |  |  |                                              |                                              |                                              |                                              |                                              |                                              |  |  |                                                                        |                                                                        |                                                                        |                                                                        |                                                                        |                                                                        |         |  |                                                |                                                |                                                |                                                |                                                |                                                |  |  |  |  |  |  |  |  |  |  |  |  |
|  |  |  |  |  |  |  |  |                                        |                                        |                                        |                                        |                                        |                                        |  |  |                                              |                                              |                                              |                                              |                                              |                                              |  |  |                                                                        |                                                                        |                                                                        |                                                                        |                                                                        |                                                                        |         |  |                                                |                                                |                                                |                                                |                                                |                                                |  |  |  |  |  |  |  |  |  |  |  |  |
|  |  |  |  |  |  |  |  | (4)Nhân Tông Lý Càn Đức 1066-1072-1128 | (4)Nhân Tông Lý Càn Đức 1066-1072-1128 | (4)Nhân Tông Lý Càn Đức 1066-1072-1128 | (4)Nhân Tông Lý Càn Đức 1066-1072-1128 | (4)Nhân Tông Lý Càn Đức 1066-1072-1128 | (4)Nhân Tông Lý Càn Đức 1066-1072-1128 |  |  |                                              |                                              |                                              |                                              |                                              |                                              |  |  | Cung Hoàng (Sùng Hiền Hầu) k.1070-1130                                 | Cung Hoàng (Sùng Hiền Hầu) k.1070-1130                                 | Cung Hoàng (Sùng Hiền Hầu) k.1070-1130                                 | Cung Hoàng (Sùng Hiền Hầu) k.1070-1130                                 | Cung Hoàng (Sùng Hiền Hầu) k.1070-1130                                 | Cung Hoàng (Sùng Hiền Hầu) k.1070-1130                                 |         |  |                                                |                                                |                                                |                                                |                                                |                                                |  |  |  |  |  |  |  |  |  |  |  |  |
|  |  |  |  |  |  |  |  | (4)Nhân Tông Lý Càn Đức 1066-1072-1128 | (4)Nhân Tông Lý Càn Đức 1066-1072-1128 | (4)Nhân Tông Lý Càn Đức 1066-1072-1128 | (4)Nhân Tông Lý Càn Đức 1066-1072-1128 | (4)Nhân Tông Lý Càn Đức 1066-1072-1128 | (4)Nhân Tông Lý Càn Đức 1066-1072-1128 |  |  |                                              |                                              |                                              |                                              |                                              |                                              |  |  | Cung Hoàng (Sùng Hiền Hầu) k.1070-1130                                 | Cung Hoàng (Sùng Hiền Hầu) k.1070-1130                                 | Cung Hoàng (Sùng Hiền Hầu) k.1070-1130                                 | Cung Hoàng (Sùng Hiền Hầu) k.1070-1130                                 | Cung Hoàng (Sùng Hiền Hầu) k.1070-1130                                 | Cung Hoàng (Sùng Hiền Hầu) k.1070-1130                                 |         |  |                                                |                                                |                                                |                                                |                                                |                                                |  |  |  |  |  |  |  |  |  |  |  |  |
|  |  |  |  |  |  |  |  |                                        |                                        |                                        |                                        |                                        |                                        |  |  |                                              |                                              |                                              |                                              |                                              |                                              |  |  |                                                                        |                                                                        |                                                                        |                                                                        |                                                                        |                                                                        |         |  |                                                |                                                |                                                |                                                |                                                |                                                |  |  |  |  |  |  |  |  |  |  |  |  |
|  |  |  |  |  |  |  |  |                                        |                                        |                                        |                                        |                                        |                                        |  |  |                                              |                                              |                                              |                                              |                                              |                                              |  |  | (5)Thần Tông Lý Dương Hoán 1116-1128-1138                              |                                                                        |                                                                        |                                                                        |                                                                        |                                                                        |         |  |                                                |                                                |                                                |                                                |                                                |                                                |  |  |  |  |  |  |  |  |  |  |  |  |
|  |  |  |  |  |  |  |  |                                        |                                        |                                        |                                        |                                        |                                        |  |  |                                              |                                              |                                              |                                              |                                              |                                              |  |  |                                                                        |                                                                        |                                                                        |                                                                        |                                                                        |                                                                        |         |  |                                                |                                                |                                                |                                                |                                                |                                                |  |  |  |  |  |  |  |  |  |  |  |  |
|  |  |  |  |  |  |  |  |                                        |                                        |                                        |                                        |                                        |                                        |  |  |                                              |                                              |                                              |                                              |                                              |                                              |  |  | (6)Anh Tông Lý Thiên Tộ 1136-1138-1175                                 |                                                                        |                                                                        |                                                                        |                                                                        |                                                                        |         |  |                                                |                                                |                                                |                                                |                                                |                                                |  |  |  |  |  |  |  |  |  |  |  |  |
|  |  |  |  |  |  |  |  |                                        |                                        |                                        |                                        |                                        |                                        |  |  |                                              |                                              |                                              |                                              |                                              |                                              |  |  |                                                                        |                                                                        |                                                                        |                                                                        |                                                                        |                                                                        |         |  |                                                |                                                |                                                |                                                |                                                |                                                |  |  |  |  |  |  |  |  |  |  |  |  |
|  |  |  |  |  |  |  |  |                                        |                                        |                                        |                                        |                                        |                                        |  |  |                                              |                                              |                                              |                                              |                                              |                                              |  |  |                                                                        |                                                                        |                                                                        |                                                                        |                                                                        |                                                                        |         |  |                                                |                                                |                                                |                                                |                                                |                                                |  |  |  |  |  |  |  |  |  |  |  |  |
|  |  |  |  |  |  |  |  |                                        |                                        |                                        |                                        |                                        |                                        |  |  |                                              |                                              |                                              |                                              |                                              |                                              |  |  | (7)Cao Tông Lý Long Trát 1173-1175-1210                                | (7)Cao Tông Lý Long Trát 1173-1175-1210                                | (7)Cao Tông Lý Long Trát 1173-1175-1210                                | (7)Cao Tông Lý Long Trát 1173-1175-1210                                | (7)Cao Tông Lý Long Trát 1173-1175-1210                                | (7)Cao Tông Lý Long Trát 1173-1175-1210                                |         |  | Huệ Văn Vương Lý Nguyên Hoàng ?-1214-1216-1221 | Huệ Văn Vương Lý Nguyên Hoàng ?-1214-1216-1221 | Huệ Văn Vương Lý Nguyên Hoàng ?-1214-1216-1221 | Huệ Văn Vương Lý Nguyên Hoàng ?-1214-1216-1221 | Huệ Văn Vương Lý Nguyên Hoàng ?-1214-1216-1221 | Huệ Văn Vương Lý Nguyên Hoàng ?-1214-1216-1221 |  |  |  |  |  |  |  |  |  |  |  |  |
|  |  |  |  |  |  |  |  |                                        |                                        |                                        |                                        |                                        |                                        |  |  |                                              |                                              |                                              |                                              |                                              |                                              |  |  | (7)Cao Tông Lý Long Trát 1173-1175-1210                                | (7)Cao Tông Lý Long Trát 1173-1175-1210                                | (7)Cao Tông Lý Long Trát 1173-1175-1210                                | (7)Cao Tông Lý Long Trát 1173-1175-1210                                | (7)Cao Tông Lý Long Trát 1173-1175-1210                                | (7)Cao Tông Lý Long Trát 1173-1175-1210                                |         |  | Huệ Văn Vương Lý Nguyên Hoàng ?-1214-1216-1221 | Huệ Văn Vương Lý Nguyên Hoàng ?-1214-1216-1221 | Huệ Văn Vương Lý Nguyên Hoàng ?-1214-1216-1221 | Huệ Văn Vương Lý Nguyên Hoàng ?-1214-1216-1221 | Huệ Văn Vương Lý Nguyên Hoàng ?-1214-1216-1221 | Huệ Văn Vương Lý Nguyên Hoàng ?-1214-1216-1221 |  |  |  |  |  |  |  |  |  |  |  |  |
|  |  |  |  |  |  |  |  |                                        |                                        |                                        |                                        |                                        |                                        |  |  |                                              |                                              |                                              |                                              |                                              |                                              |  |  |                                                                        |                                                                        |                                                                        |                                                                        |                                                                        |                                                                        |         |  |                                                |                                                |                                                |                                                |                                                |                                                |  |  |  |  |  |  |  |  |  |  |  |  |
|  |  |  |  |  |  |  |  |                                        |                                        |                                        |                                        |                                        |                                        |  |  | (8)Huệ Tông Lý Sảm 1194-1210-1224-1226       | (8)Huệ Tông Lý Sảm 1194-1210-1224-1226       | (8)Huệ Tông Lý Sảm 1194-1210-1224-1226       | (8)Huệ Tông Lý Sảm 1194-1210-1224-1226       | (8)Huệ Tông Lý Sảm 1194-1210-1224-1226       | (8)Huệ Tông Lý Sảm 1194-1210-1224-1226       |  |  | Thuận Trinh Hoàng hậu (Linh Từ Quốc Mẫu) 1193-1257                     | Thuận Trinh Hoàng hậu (Linh Từ Quốc Mẫu) 1193-1257                     | Thuận Trinh Hoàng hậu (Linh Từ Quốc Mẫu) 1193-1257                     | Thuận Trinh Hoàng hậu (Linh Từ Quốc Mẫu) 1193-1257                     | Thuận Trinh Hoàng hậu (Linh Từ Quốc Mẫu) 1193-1257                     | Thuận Trinh Hoàng hậu (Linh Từ Quốc Mẫu) 1193-1257                     |         |  | Lý Thẩm ?-1209-?                               | Lý Thẩm ?-1209-?                               | Lý Thẩm ?-1209-?                               | Lý Thẩm ?-1209-?                               | Lý Thẩm ?-1209-?                               | Lý Thẩm ?-1209-?                               |  |  |  |  |  |  |  |  |  |  |  |  |
|  |  |  |  |  |  |  |  |                                        |                                        |                                        |                                        |                                        |                                        |  |  | (8)Huệ Tông Lý Sảm 1194-1210-1224-1226       | (8)Huệ Tông Lý Sảm 1194-1210-1224-1226       | (8)Huệ Tông Lý Sảm 1194-1210-1224-1226       | (8)Huệ Tông Lý Sảm 1194-1210-1224-1226       | (8)Huệ Tông Lý Sảm 1194-1210-1224-1226       | (8)Huệ Tông Lý Sảm 1194-1210-1224-1226       |  |  | Thuận Trinh Hoàng hậu (Linh Từ Quốc Mẫu) 1193-1257                     | Thuận Trinh Hoàng hậu (Linh Từ Quốc Mẫu) 1193-1257                     | Thuận Trinh Hoàng hậu (Linh Từ Quốc Mẫu) 1193-1257                     | Thuận Trinh Hoàng hậu (Linh Từ Quốc Mẫu) 1193-1257                     | Thuận Trinh Hoàng hậu (Linh Từ Quốc Mẫu) 1193-1257                     | Thuận Trinh Hoàng hậu (Linh Từ Quốc Mẫu) 1193-1257                     |         |  | Lý Thẩm ?-1209-?                               | Lý Thẩm ?-1209-?                               | Lý Thẩm ?-1209-?                               | Lý Thẩm ?-1209-?                               | Lý Thẩm ?-1209-?                               | Lý Thẩm ?-1209-?                               |  |  |  |  |  |  |  |  |  |  |  |  |
|  |  |  |  |  |  |  |  |                                        |                                        |                                        |                                        |                                        |                                        |  |  |                                              |                                              |                                              |                                              |                                              |                                              |  |  |                                                                        |                                                                        |                                                                        |                                                                        |                                                                        |                                                                        |         |  |                                                |                                                |                                                |                                                |                                                |                                                |  |  |  |  |  |  |  |  |  |  |  |  |
|  |  |  |  |  |  |  |  |                                        |                                        |                                        |                                        |                                        |                                        |  |  |                                              |                                              |                                              |                                              |                                              |                                              |  |  |                                                                        |                                                                        |                                                                        |                                                                        |                                                                        |                                                                        |         |  |                                                |                                                |                                                |                                                |                                                |                                                |  |  |  |  |  |  |  |  |  |  |  |  |
|  |  |  |  |  |  |  |  |                                        |                                        |                                        |                                        |                                        |                                        |  |  | Thuận Thiên Công chúa Lý Ngọc Oanh 1216-1248 | Thuận Thiên Công chúa Lý Ngọc Oanh 1216-1248 | Thuận Thiên Công chúa Lý Ngọc Oanh 1216-1248 | Thuận Thiên Công chúa Lý Ngọc Oanh 1216-1248 | Thuận Thiên Công chúa Lý Ngọc Oanh 1216-1248 | Thuận Thiên Công chúa Lý Ngọc Oanh 1216-1248 |  |  | (9)Chiêu Hoàng (Chiêu Thánh Công chúa) Lý Phật Kim 1218-1224-1225-1278 | (9)Chiêu Hoàng (Chiêu Thánh Công chúa) Lý Phật Kim 1218-1224-1225-1278 | (9)Chiêu Hoàng (Chiêu Thánh Công chúa) Lý Phật Kim 1218-1224-1225-1278 | (9)Chiêu Hoàng (Chiêu Thánh Công chúa) Lý Phật Kim 1218-1224-1225-1278 | (9)Chiêu Hoàng (Chiêu Thánh Công chúa) Lý Phật Kim 1218-1224-1225-1278 | (9)Chiêu Hoàng (Chiêu Thánh Công chúa) Lý Phật Kim 1218-1224-1225-1278 |         |  |                                                |                                                |                                                |                                                |                                                |                                                |  |  |  |  |  |  |  |  |  |  |  |  |

### Cổ sử
- Đại Việt sử lược
- Đại Việt sử ký toàn thư
- Khâm định Việt sử thông giám cương mục
- Ngô Thì Sĩ (2011), Đại Việt sử ký tiền biên, Nhà Xuất bản Văn hóa thông tin.

### Hiện đại
- Anderson, James A. (2012). The Rebel Den of Nung Trí Cao: Loyalty and Identity Along the Sino-Vietnamese Frontier [Sào huyệt nổi loạn của Nùng Trí Cao: Lòng trung thành và căn tính dọc biên giới Hán-Việt]. Seattle: Nhà xuất bản Đại học Washington. ISBN 978-9971-69-367-1.
- Anderson, James A. (2011). ""Slipping Through Holes": The Late Tenth- and Early Eleventh-Century Sino-Vietnamese Coastal Frontier as a Subaltern Trade Network" ["Trượt qua lỗ": Giới ranh duyên hải Hán-Việt cuối thế kỷ 10 đầu thế kỷ 11 như một mạng lưới mậu dịch hạ cấp]. Trong Nola Cooke; Tana Li; James A. Anderson (biên tập). The Tongking Gulf Through History [Vịnh Đông Kinh trong dòng lịch sử]. Hoa Kỳ: Nhà xuất bản Đại học Pennsylvania. doi:10.9783/9780812205022.87. ISBN 978-0-8122-4336-9.
- Cœdès, G. (1983). The Making of South East Asia [Quá trình hình thành Đông Nam Á]. H. M. Wright biên dịch. Berkeley, Los Angeles & London: Nhà xuất bản Đại học California. ISBN 0-520-05061-4.
- Đào, Duy Anh (2005) [1964]. Đất nước Việt Nam qua các đời. Hà Nội: Nhà xuất bản Văn hóa Thông tin.
- DeFrancis, John (1977). Joshua A. Fisheman (biên tập). Colonialism and Language Policy in Viet Nam [Chủ nghĩa thực dân và chính sách ngôn ngữ ở Việt Nam]. Den Haag, Paris và New York: De Gruyter. ISBN 90-279-7643-0.
- Đinh, Thị Duyệt (2012). "Vai trò của lực lượng nô lệ trong xã hội Đại Việt thời Lý". Tạp chí Xưa và Nay. Số 400. Hà Nội.
- Đinh, Văn Tuấn (2017). "Quốc hiệu nhà Lý". Tạp chí Nghiên cứu và Phát triển. Quyển 4 số 138. Biên Hòa. ISSN 1859-0152.
- Đỗ, Thị Thùy Lan (2021). "Barbarians and the Kinh - Trại separation: Perceptions of the Đại Việt Dynasties on the uplands (11th-16th centuries)" [Người Man và sự cách biệt Kinh - Trại: Quan điểm về vùng cao của các vương triều Đại Việt (từ thế kỷ thứ 11 tới 16)]. Journal of Science Thang Long University. Quyển B1 số 2. tr. 116–142.
- Guy, John S. (1986). "Vietnamese Ceramics and Cultural Identity: Evidence from the Ly and Tran Dynasties" [Gốm sứ và căn tính văn hóa Việt Nam: Bằng chứng từ triều Lý và Trần]. Trong David G. Marr; A.C. Milner (biên tập). Southeast Asia in the 9th to 14th Centuries [Đông Nam Á giữa thế kỷ 9 và 14]. Berkeley, Los Angeles & London: ISEAS Publishing. tr. 255–270. doi:10.1355/9789814377935-009. ISBN 9971-988-39-9.
- Hoàng, Xuân Hãn (2014) [1900]. Lý Thường Kiệt: Lịch sử ngoại giao và tông giáo triều Lý. Hà Nội & TP. Hồ Chí Minh: Nhà xuất bản Khoa học Xã hội.
- Lê, Thành Khôi (2014). Lịch sử Việt Nam: Từ nguồn gốc đến giữa thế kỷ XX. Nguyễn Nghị & Nguyễn Thừa Hỷ biên dịch. Hà Nội & TP. Hồ Chí Minh: Nhà xuất bản Thế giới.
- Li, Tana (2024). A Maritime Vietnam: From Earliest Times to the Nineteenth Century [Một Việt Nam hàng hải: Từ thời sơ khởi tới thế kỷ 19]. Anh: Nhà xuất bản Đại học Cambridge. ISBN 978-1-009-23763-5.
- Momoki, Shiro (2016). "Thử phân tích quan chế Đại Việt thời Lý thông qua tài liệu văn khắc". Tạp chí Khoa học Đại học Quốc gia Hà Nội. Quyển 1S số 32. Nhà xuất bản Đại học Quốc gia Hà Nội. tr. 90–99.
- Momoki, Shiro (2014). "A Spatial Analysis of Thăng Long Capital During the Lý Period Through Re-Exploitation of Written Sources" [Một phân tích không gian về Đô thành Thăng Long thời Lý thông qua việc tái khảo cứu các nguồn thư tịch]. TRaNS. Quyển 2 số 1. Nhà xuất bản Đại học Cambridge. tr. 61–78. doi:10.1017/trn.2013.16. ISSN 2051-3658.
- Momoki, Shiro (2013). "Local Rule of Đại Việt under the Lý Dynasty: Evolution of a Charter Polity after the Tang-Song Transition in East Asia" [Bộ máy cai trị địa phương của Đại Việt đời Lý: Sự tiến hóa của một chính thể nhượng quyền sau thời kỳ quá độ Đường-Tống ở Đông Á]. Asian Review of World Histories. Quyển 1 số 1. Brill. tr. 45–84. doi:10.12773/arwh.2013.1.1.045. ISSN 2287-9811.
- Momoki, Shiro (2009). "Những người đàn ông ngoài hoàng gia ở triều đình nhà Lý". Trong Ủy ban Nhân dân Thành phố Hà Nội (biên tập). Kỷ yếu hội thảo khoa học: 1000 năm vương triều Lý và kinh đô Thăng Long. Hà Nội: Nhà xuất bản Thế giới.
- Nhiều tác giả (2008). Nguyễn Tài Thư (biên tập). The History of Buddhism in Vietnam [Lịch sử Phật giáo tại Việt Nam]. Washington, D.C.: Council for Research in Values and Philosophy.
- Nguyễn, Phạm Hùng (2008). Các khuynh hướng văn học thời Lý-Trần. Hà Nội: Nhà xuất bản Đại học Quốc gia Hà Nội.
- Nguyễn, Thị Phương Chi; Nguyễn, Tiến Dũng (2007). "Về các mối giao thương của quốc gia Đại Việt thời Lý, Trần (thế kỷ XI-XIV)". Nghiên cứu lịch sử. Số 7. Hà Nội. tr. 23–37.
- Phạm, Đức Anh (2011). "Về tính chất tập quyền trong thiết chế chính trị triều Lý (1009-1225)". Nghiên cứu Lịch sử. Số 426. Hà Nội.
- Phạm, Quốc Quân (2005). Tiền kim loại Việt Nam. Hà Nội: Bảo tàng lịch sử Việt Nam.
- Polyakov, A.B. (2024). Sự phục hưng của nước Đại Việt thế kỷ X-XIV. Vũ Minh Giang; Vũ Văn Quan biên dịch. Hà Nội: Nhà xuất bản Khoa học Xã hội.
- Taylor, Keith W. (2013). A History of the Vietnamese [Một lịch sử của người Việt Nam]. Cambridge: Nhà xuất bản Đại học Cambridge. ISBN 978-0-521-87586-8.
- Taylor, Keith W. (1986). "Authority and Legitimacy in 11th Century Vietnam" [Chính quyền và chính danh ở Việt Nam vào thế kỷ thứ 11]. Trong David G. Marr; A.C. Milner (biên tập). Southeast Asia in the 9th to 14th Centuries [Đông Nam Á giữa thế kỷ 9 và 14]. Berkeley, Los Angeles & London: ISEAS Publishing. tr. 139–176. doi:10.1355/9789814377935-009. ISBN 9971-988-39-9.
- Tạ, Chí Đại Trường (1989). Thần, người và đất Việt. California: Văn Nghệ.
- Trần, Quang Đức (2013). Ngàn năm áo mũ: Lịch sử trang phục Việt Nam giai đoạn 1009–1945. Hà Nội: Nhà xuất bản Thế giới.
- Trần, Quốc Vượng (2004). "Dấu vết người Chăm và văn hóa Chăm Pa ở Bắc Việt Nam". Việt Nam học: Kỷ yếu hội thảo quốc tế lần thứ hai. Hà Nội: Nhà xuất bản Thế giới. tr. 11–28.
- Trần, Thị Vinh (2009). "Thể chế chính trị Việt Nam thế kỷ XI – XIII dưới triều Lý". Trong Ủy ban Nhân dân Thành phố Hà Nội (biên tập). Kỷ yếu hội thảo khoa học: 1000 năm vương triều Lý và kinh đô Thăng Long. Hà Nội: Nhà xuất bản Thế giới.
- Văn Tân (1967). "Tính chất những cuộc nổi dậy chống triều Lý hồi thế kỷ XI và thế kỷ XII" (PDF). Nghiên cứu Lịch sử. Số 100. Hà Nội. tr. 15–20.
- Whitmore, John K. (1986). ""Elephants Can Actually Swim": Contemporary Chinese Views of Late Ly Dai Viet" ["Thực ra loài voi biết bơi": Những quan điểm đương thời của Trung Hoa về Đại Việt đời Hậu Lý]. Trong David G. Marr; A.C. Milner (biên tập). Southeast Asia in the 9th to 14th Centuries [Đông Nam Á giữa thế kỷ 9 và 14]. Berkeley, Los Angeles & London: ISEAS Publishing. tr. 117–138. doi:10.1355/9789814377935-009. ISBN 9971-988-39-9.